# Révolution belge
La révolution belge désigne la révolte du peuple belge, habitant majoritairement les huit provinces méridionales du royaume uni des Pays-Bas (Anvers, Brabant, Flandre-Occidentale, Flandre-Orientale, Hainaut, Liège, Limbourg, et province de Namur ; le grand-duché de Luxembourg étant alors propriété privée du roi des Pays-Bas, Guillaume Ier), contre l'autorité néerlandaise de La Haye.
Elle débute lors des émeutes du 25 août 1830 à Bruxelles et s'achève le 4 octobre 1830 par la déclaration d'indépendance de la Belgique par le gouvernement provisoire de Belgique.
Elle marque le début de la guerre belgo-néerlandaise et mène à la scission du royaume entre celui de Belgique et celui des Pays-Bas, qui sera officiellement entérinée par le traité des XXIV articles signé à Londres le 19 avril 1839.

## Contexte
À la fin du Premier Empire, d'aucuns pensent que la perte par la France de sa conquête belge de 1793 pourrait amener une nouvelle possibilité d'indépendance après celle des États belgiques unis (1789-1790). C'est l'opinion du duc de Saxe-Weimar qui lance un manifeste le 7 février 1814 proclamant que « l'indépendance de la Belgique » n'est pas douteuse. Un commissaire prussien, le baron de Horst, commis à gérer le pays après le départ de l'administration française, dit la même chose.

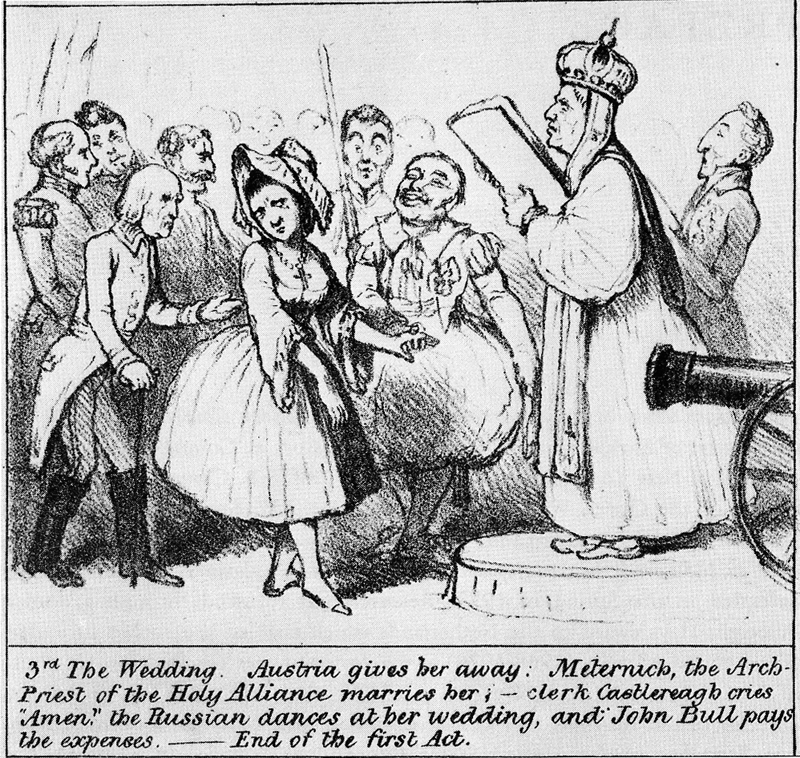
Caricature anglaise représentant le mariage de la Belgique et des Pays-Bas du Nord (ancienne République des Provinces-Unies) pour ressusciter les anciennes 17 provinces des Pays-Bas.
La légende dit : « Troisièmement le mariage. L'Autriche la conduit à l'autel ; Metternich, l'archiprêtre de la Sainte-Alliance la marie ; le sacristain Castlereagh crie « amen » ; le Russe danse à son mariage et John Bull paie les frais. – Fin de l'acte premier. »

Mais, au congrès de Vienne (1815), le Royaume-Uni, soucieux d'assurer sa propre sécurité par un équilibre européen, a convaincu les autres puissances (l'Autriche, la Prusse et la Russie) de réunir les Pays-Bas méridionaux et les anciennes Provinces-Unies dans un même royaume (royaume des Pays-Bas), qui serait confié à la maison d'Orange-Nassau. Cet État tampon devrait faire obstacle à toute nouvelle tentative hégémonique de la France. L'empereur François Ier d'Autriche, qui jugeait ces provinces, sur lesquelles il avait régné avant l'invasion française, trop éloignées et cherchait à les échanger , souscrivit immédiatement à cette proposition et reçut la Vénétie en compensation. Sur le plan des principes, la Belgique est donnée au royaume des Pays-Bas comme compensation de la perte de la colonie du Cap et de comptoirs indiens définitivement accordés, eux, au Royaume-Uni . De même, le nouveau roi, Guillaume Ier des Pays-Bas, reçut à titre personnel l'ancien duché de Luxembourg (comprenant l'actuelle province de Luxembourg belge et le grand-duché actuel) en compensation de la perte de domaines familiaux en Allemagne cédés à la Prusse. Ces territoires, bien que dévolus à Guillaume Ier, faisaient formellement partie de la Confédération germanique.
Ce transfert de territoire se fit sans tenir compte de l'avis de la population .
D'après Jacques Logie et Jean Stengers, les Belges considéraient les Habsbourg comme leurs souverains légitimes, . Hervé Hasquin affirme que seule l’aristocratie belge et liégeoise se montrait généralement favorable au retour aux anciens Pays-Bas autrichiens ou au rétablissement de la principauté de Liège.
Selon Jacques Logie, les Belges se réjouirent de la fin du régime napoléonien, qui s'était traduit en Belgique par les guerres dont celle dite des paysans, la conscription, de lourds impôts et des troubles religieux . Jean Stengers note qu'une minorité souhaitait néanmoins le rattachement à la France et qu'elle se fit quelque peu entendre, au contraire de la majorité de la population, qui resta résignée et apathique. Hervé Hasquin affirme au contraire que la bourgeoisie était nettement francophile, mais que, compte tenu de la situation politique qui prévoyait le démembrement de la France par la Sainte-Alliance, cette option semblait irréalisable. Il affirme également que la majorité de la population, plongée dans la crise économique et le chômage depuis sa séparation de la France, devait regretter le régime précédent.
Jacques Logie affirme que les Belges n'étaient pas favorables à la réunion avec les provinces du nord, car elles étaient protestantes et lourdement endettées . Hervé Hasquin défend la thèse suivante : comme la réunion à la France était impossible, de nombreux bourgeois se tournèrent vers l’orangisme, qui avait l'avantage de compenser les effets de la grave crise économique qui résultait de la perte du marché intérieur français, par le commerce avec les colonies hollandaises.
L'idée d'une Belgique indépendante était absente selon Logie . Jean Stengers affirme que la majorité des Belges souhaitaient obtenir un régime d'autonomie nationale (similaire à celui qu'ils connaissaient sous la maison d'Autriche), mais il insiste sur le peu d'effort entrepris par la population pour atteindre cet objectif. La population resta en effet résignée et apathique. Pour Hasquin, s’il y eut des partisans de l’indépendance nationale, ils restèrent extrêmement silencieux, très peu nombreux et isolés.
Selon Stengers, dans l'ancienne principauté de Liège, le souhait général était d'être réuni à la Belgique. José Olcina affirme au contraire que le pays liégeois se sentait nettement plus proche du reste de la France que des autres territoires formant aujourd’hui la Belgique. Il est cependant notoire de voir participer des légions liégeoises aux mouvements indépendantistes belges.

### La Loi fondamentale
Guillaume Ier était pénétré par les conceptions politiques allemandes, telles qu'elles s'exprimaient dans la plupart des États de la Confédération germanique et en particulier en Prusse. Sa mère, Wilhelmine, sœur du roi de Prusse Frédéric-Guillaume II, eut jusqu'à sa mort une grande influence sur lui. D'autre part, il fut en grande partie éduqué par un militaire prussien, le baron De Stamford, et eut ses premières expériences politiques en tant que prince de Fulda (1802-1806) et en tant que propriétaire terrien en Prusse-Orientale. Logiquement, Guillaume Ier entendait se comporter en tant que roi comme un despote éclairé .

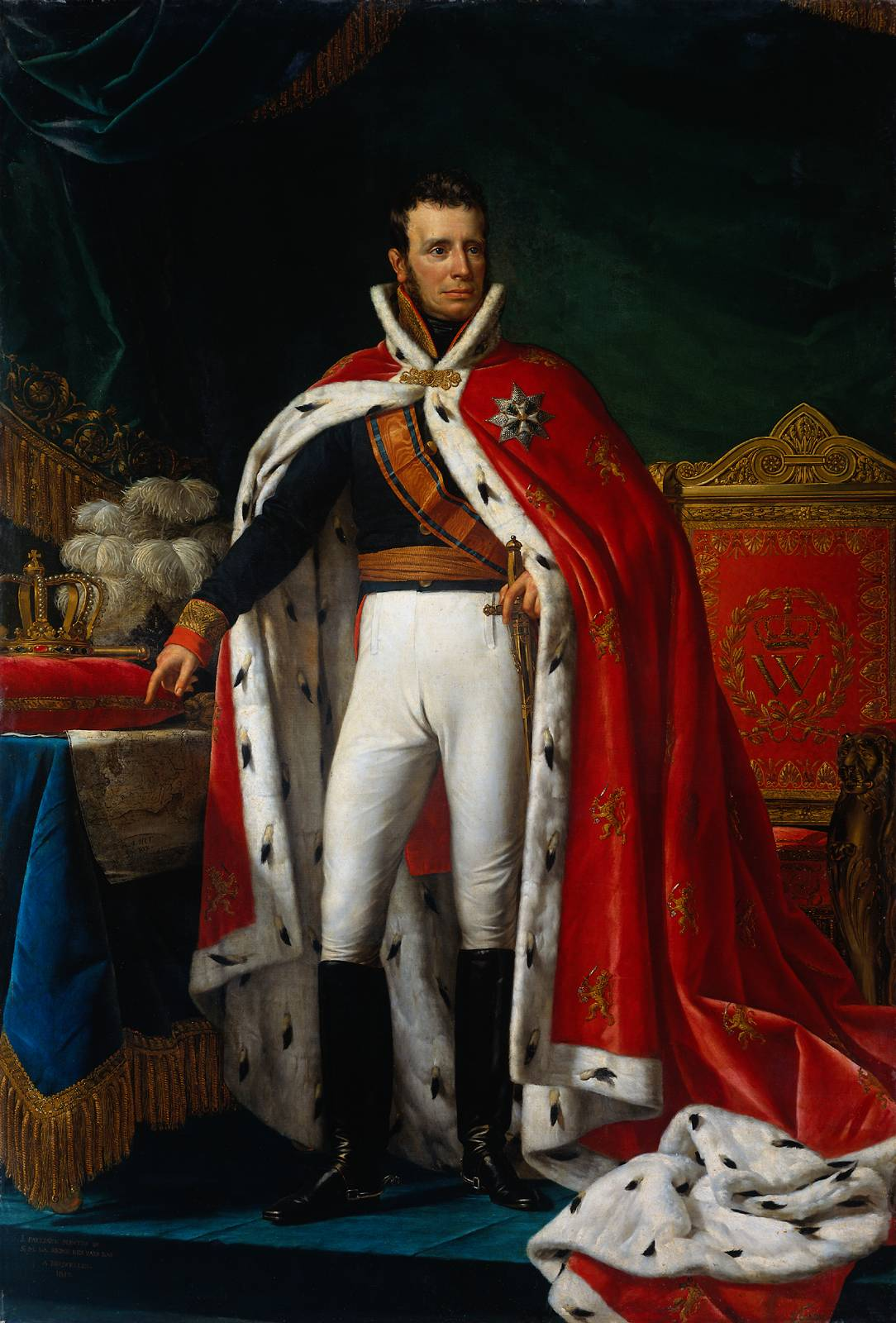
en 1819.

La Loi fondamentale qu'il proposa en 1815 aux provinces du Sud fut rejetée par un collège de mille six cent trois notables belges, mais le roi appliqua au résultat du scrutin l'« arithmétique hollandaise » : il supposa que les abstentionnistes soutenaient le projet et exclut du décompte ceux qui avaient voté contre pour des raisons religieuses,. La Loi fondamentale fut donc imposée au Sud.
C'était une des constitutions les plus libérales de l'époque , bien qu'elle paraisse aujourd'hui très conservatrice :
- Le principe de la séparation des pouvoirs n'était pas reconnu : le roi et ses ministres détenaient le pouvoir législatif comme le pouvoir exécutif[14] ;
- Les ministres n'étaient pas responsables devant les États généraux[14] et n'étaient que les instruments du souverain ;
- Le roi avait des pouvoirs très étendus[14] . Il se réservait notamment le droit de décider seul des politiques étrangère et monétaire ;
- Les États généraux détenaient le pouvoir législatif conjointement avec le souverain et avaient la compétence de voter le budget[15] ;
- Les membres des États généraux étaient désignés comme suit : la première chambre, sur le modèle de la Chambre des lords britannique, était composée de nobles nommés par le roi[14] ; la seconde chambre était élue par les États provinciaux, eux-mêmes élus par un suffrage censitaire très complexe[15] .

### Les griefs des provinces du Sud
Les griefs des provinces du Sud portaient sur plusieurs points.
- Bien que le Sud comptât 3,5 millions (62 %) d'habitants et le Nord seulement 2 millions, les Belges ne représentaient que 50 % des sièges aux États généraux[13] . Notons cependant que le Nord, surtout la riche province de Hollande, payait plus d'impôts.
- La dette publique des anciens États avait été rassemblée et était maintenant supportée par l'ensemble du royaume[14] . Or elle était au départ de 1,25 milliard de florins pour les Provinces-Unies et de seulement 100 millions pour le Sud.
- L'action de Guillaume Ier dans le domaine de l'enseignement (construction d'écoles, contrôle des compétences des enseignants et des créations de nouveaux établissements, création de trois universités d'État) le plaça sous le contrôle total de l'État, ce qui mécontenta l'opinion catholique[16] . Cependant, le 27 mai 1827, le Roi abrogea les dispositions les plus critiquées[17] .
- La plupart des institutions ont leur siège dans le Nord et les charges publiques sont réparties inéquitablement. Seul un ministre sur sept est belge. Il y a dans l'administration quatre fois plus de Hollandais que de Belges. Certains catholiques refusent la Loi fondamentale, et donc un emploi public. Maurice de Broglie, évêque de Gand d'origine française, menace même d'excommunication ceux qui y prêtent serment[14],[18]. Le favoritisme dont bénéficient les Hollandais est néanmoins indéniable dans l’administration et insupportable pour la plupart des Belges. En voici quelques exemples : sur 27 diplomates, un seul est belge ; sur 75 généraux, 14 Belges ; sur 300 hauts fonctionnaires, seulement 17 Belges ; sur 2377 officiers, 400 Belges (dont 300 envoyés dans les colonies)[19].

- Les forces armées du royaume uni des Pays-Bas furent fondées le 9 janvier 1814 lors de la chute du Premier Empire et se distinguèrent, dès leur création, à Waterloo, sous le nom de hollando-belges. Le contingent imposé à la Belgique par le recrutement de miliciens était proportionnellement élevé, alors que la proportion de Belges parmi les officiers était faible, le haut état-major étant surtout composé d'anciens officiers de l'armée française, comme les Chassé, Constant de Rebecque, Dumonceau ou de l'armée britannique comme Henri de Perponcher Sedlintsky etc. Seul un officier sur six serait originaire du Sud[20] et encore étaient-ils surtout représentés dans les grades subalternes, notamment dans la cavalerie et l'infanterie[21]. Dans l'artillerie et le génie, où une formation spécialisée était nécessaire, le nombre de Belges était vraiment réduit[22]. La plupart des soldats belges étaient donc commandés par des officiers qui n'étaient pas originaires des Pays-Bas du Sud. De plus, la langue néerlandaise serait devenue l'unique langue de l'armée du royaume uni des Pays-Bas en 1823[3] , ce qui constitue un grief supplémentaire de la part des francophones.
- L'application insatisfaisante de la liberté de la presse et de la liberté de réunion étaient considérée par les intellectuels belges comme un moyen de contrôle du Sud par le Nord.
- En 1823, une réforme linguistique consacra le néerlandais comme langue officielle dans les provinces flamandes, y compris le Brabant méridional (sauf Nivelles). Cette législation souleva l'opposition des classes francophones. Les classes populaires flamandes n'y étaient pas favorables non plus, car elles ne parlaient pas et comprenaient à peine le néerlandais standard. Le 4 juin 1830, la liberté linguistique fut rétablie[23] ,[24].
- Les conservateurs des Pays-Bas du Nord faisaient pression pour que seuls les fidèles de l'ancienne Église d'État (protestante) pussent être nommés au gouvernement, alors que les conservateurs belges voulaient rétablir le catholicisme comme religion d'État en Belgique. La coexistence de deux religions d'État sur l'ensemble du royaume était inacceptable pour les deux camps. Jusqu'en 1821 le gouvernement se servit de l'opposition des catholiques à la Loi fondamentale pour conserver le caractère protestant de l'appareil d'État par le biais des nominations de fonctionnaires. Guillaume Ier lui-même était un partisan de la tradition luthérienne allemande, selon laquelle le souverain est le chef de l'Église. Il voulait contrer l'autorité du pape sur l'Église catholique. Il souhaitait pouvoir influencer la nomination des évêques[25] . Pour contrôler les futurs prêtres et leur donner une formation appropriée, il obligea les séminaristes à suivre d'abord deux ans de cours au Collège philosophique de Louvain[17] , que ses fonctionnaires créèrent dans les bâtiments qui avaient abrité le séminaire central de Joseph II. Finalement un concordat fut conclu en 1827, aux termes duquel Guillaume Ier obtenait un droit de regard sur la nomination des évêques et la fréquentation du Collège philosophique devenait facultative[25] . Conscient du fait que son nouveau royaume était majoritairement catholique (3,8 millions de catholiques pour 1,2 million de protestants), il prit des dispositions pour qu'il fût possible qu'un roi catholique accédât au trône.
- Les commerçants et les industriels belges se plaignaient de la politique de libre-échange menée à partir de 1827. La séparation de la France avait fait perdre à l'industrie du Sud une grande partie de son chiffre d'affaires. D'autre part, la colonie des Indes orientales connaissait une longue période de révolte et les produits britanniques concurrençaient la production belge. Avec la fin du blocus continental, le continent était envahi par des produits britanniques bon marché, appréciés par le Nord, encore surtout agricole, mais qui excluaient les productions du Sud.

### L’union des oppositions

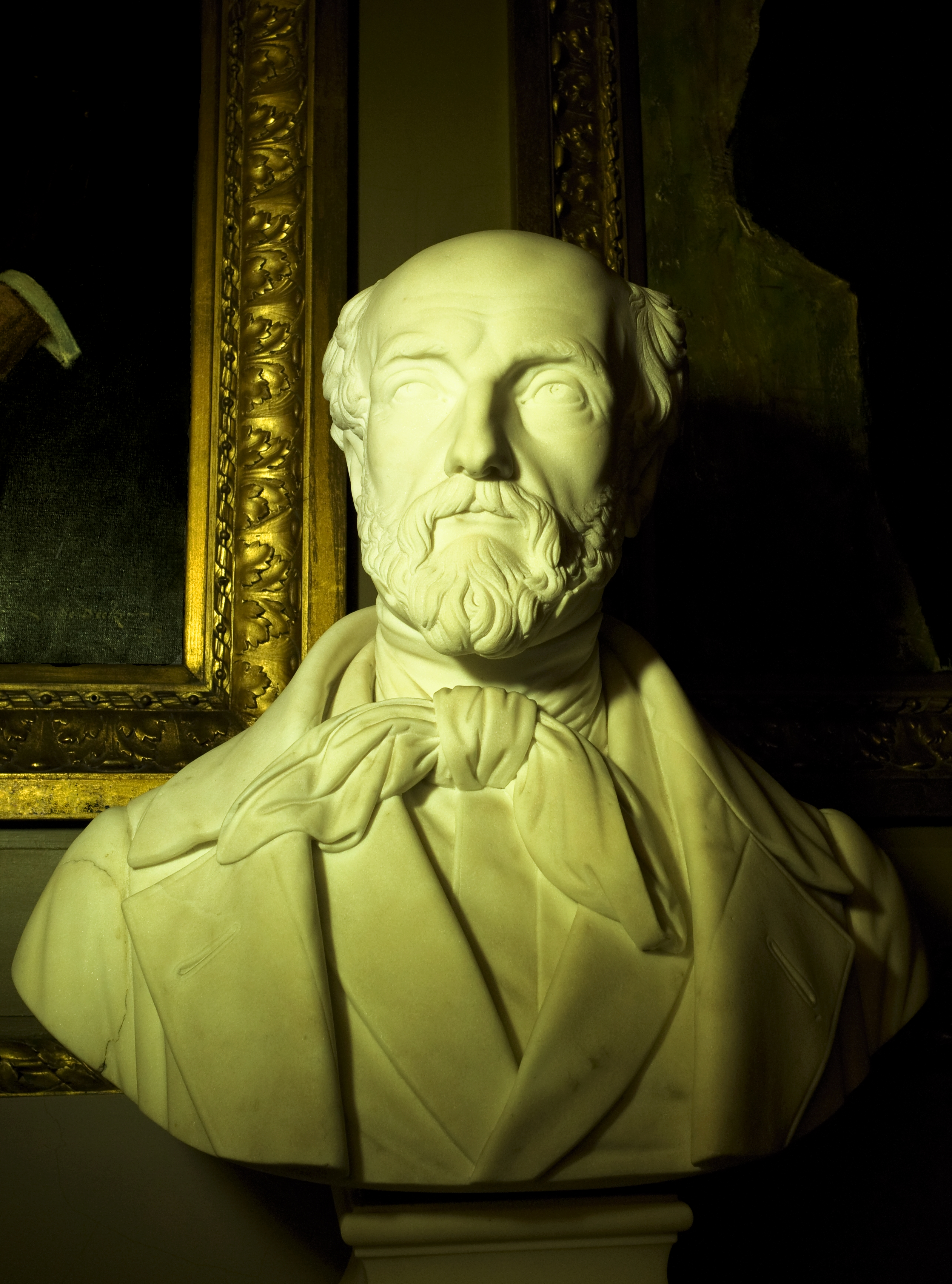
Buste de Louis de Potter (1830) par M. Jacquet (1870), salle de lecture du Sénat du royaume de Belgique.

Les libéraux étaient initialement anticléricaux. À partir de la fin des années 1820, un groupe de jeunes libéraux commença à accorder plus d'importance aux libertés politiques qu'à l'anticléricalisme . On les appela les libéraux radicaux (par opposition aux libéraux voltairiens). Ces jeunes n'avaient pas connu la position privilégiée de l'Église d'avant la Révolution française. Ils étaient également sous l'influence des libéraux français, qui luttaient aux côtés de l'Église contre le régime absolutiste de Charles X. Dans le cadre de la liberté de pensée, la liberté de foi et donc même la foi catholique devenaient acceptables . Ces jeunes libéraux, tels que les Brugeois Louis de Potter et Paul Devaux, les Liégeois Charles Rogier et Joseph Lebeau et le Luxembourgeois Jean-Baptiste Nothomb, étaient influencés par le philosophe franco-suisse Benjamin Constant de Rebecque.
Les catholiques, mécontents de la politique scolaire, étaient à la même époque influencés par le prêtre français Félicité de Lamennais, qui introduisit le concept de catholicisme libéral. Il prônait un État libéral et une stricte séparation de l'Église et de l'État. Selon lui, la liberté ne pouvait qu'être bénéfique à l'Église, comme à l'économie.
En décembre 1825, le Liégeois Étienne de Gerlache lança un appel à la Seconde Chambre des États généraux pour une union des oppositions . Il liait la liberté d'enseignement, que l'Église réclamait, aux libertés de religion et de la presse garanties par la Loi fondamentale. Il appela les libéraux à défendre la liberté sur tous les terrains.
En 1828, catholiques et libéraux publièrent une liste commune de griefs contre le régime de Guillaume Ier. Par la suite, ils développèrent leurs critiques ensemble dans la presse . Ils organisèrent également des « pétitionnements » pour le redressement des griefs, le premier entre novembre 1828 et mars 1829, le second à partir d'octobre 1829 . Cette union des oppositions, catalysée par de nombreux pamphlets de Louis de Potter (Lettres aux évêques, révision de l'histoire du christianisme, lettre de Démophile, appel à l'Union sacrée...) fut un facteur clé de la réussite de la révolution de 1830. Il explique notamment la rapidité avec laquelle la constitution a été écrite.
Parallèlement, le régime devenait de plus en plus autoritaire. Le roi déclara que sa souveraineté était antérieure à la Loi fondamentale et que cette dernière ne pouvait donc la limiter. En mai 1829, en pleine crise politique, il nomma son fils, le prince d'Orange, président du Conseil des ministres et vice-président du Conseil d'État, signe clair que la responsabilité des ministres devant le Parlement ne serait jamais accordée. Ainsi, les critiques contre la gouvernance de l'État ou contre le gouvernement devenaient également des critiques contre la dynastie. En décembre 1829, le message royal fut à la fois une apologie de l'œuvre accomplie par le régime et un avertissement pour l'opposition . Début 1830, trois éminents journalistes des provinces du Sud (Louis de Potter, Jean-François Tielemans et Adolphe Bartels) furent condamnés à l'exil .
La radicalisation de l'opposition belge causa aussi l'affaiblissement de l'opposition libérale des provinces du Nord et renforça le réflexe antidémocratique. La souveraineté populaire dans un royaume des Pays-Bas unitaire aurait en effet inévitablement causé une prédominance des Belges (qui représentaient 62 % de la population) et des catholiques sur le Nord protestant. La surreprésentation des Néerlandais dans l'administration, l'armée et la diplomatie aurait aussi pris fin. Ceci explique pourquoi les élus des provinces du Nord formaient un bloc derrière le gouvernement et la dynastie des Nassau (après l'indépendance de la Belgique, le pouvoir du roi reste intact jusqu'à la Loi fondamentale de 1848).
La pression de l'opposition poussa néanmoins le roi Guillaume à faire des concessions. À la suite de l'entrée en vigueur du concordat le 20 juin 1829, la fréquentation du Collège philosophique devint facultative . Le souverain assouplit la réglementation en matière d'emploi des langues le 28 août 1829 . En 1829, il fit voter une nouvelle loi sur la presse, beaucoup moins répressive. Au début de 1830, le souverain donna encore des gages à l'opposition : il fit voter une nouvelle loi sur la presse (2 juin), retira un projet de loi sur l'instruction, abrogea les arrêtés de 1825 en matière d'enseignement secondaire, rétablit la liberté linguistique (4 juin) et reconnut le principe de l'inamovibilité des magistrats (7 juillet) . Ces mesures firent taire la plupart des critiques de l'opposition . Ces reculs de « l'adversaire » ont pu contribuer à augmenter l'estime que les Belges avaient d'eux-mêmes et expliquer en partie le succès de la révolution.
Jean Stengers note que l'audace des Belges de 1830 s'explique aussi par les espaces accordés par le gouvernement pour l'expression des oppositions : liberté de presse assez large pour l'époque, représentation politique des Belges aux États généraux, lutte des opposants devant les tribunaux, pétitionnements. L'exception fut l'emprisonnement du journaliste Louis de Potter et ses collègues, ainsi que les deux procès retentissants qui en firent à la fois un martyr et un tribun très populaire étant donné le "délit de presse" qui fut ainsi stigmatisé.
Notons au passage, que dans les provinces du Nord, surtout dans le port d'Amsterdam, il existait depuis un certain temps un mouvement anti-orangiste prônant le retour à la république des Provinces-Unies.

## La révolte d’août 1830

### Les causes immédiates
La révolution de Juillet qui éclata en France le 27 juillet 1830 contre Charles X porta en trois jours le roi-bourgeois Louis-Philippe au pouvoir, dans le cadre d'une monarchie constitutionnelle. Le roi devint le « roi des Français par la volonté nationale ». Cette révolution libérale échauffa les esprits en Belgique . Entre 1829 et 1831, d'autres révolutions éclatèrent en Europe. Elles avaient plutôt un caractère nationaliste, inspiré par les idéaux du romantisme, qui voulaient que chaque peuple eût droit à une nation et à l'autonomie (principe d'autodétermination des peuples).
D'autre part, les facteurs économiques favorisaient les troubles. Le chômage parmi les travailleurs manuels, causé par les débuts de la mécanisation et la hausse des prix des denrées alimentaires à la suite de la mauvaise récolte de 1829 , seront un terrain fertile pour les soulèvements populaires. En effet, s'ils n'avaient pas de travail, les ouvriers étaient en proie à de sérieuses difficultés financières, or, en 1830, le chômage augmentait dangereusement ainsi que le risque de vol et de pillage . Mais le mouvement indépendantiste grondait déjà depuis 1821. Surlet de Chokier, représentant des provinces belges au parlement de La Haye, craignait de ne plus revenir en vie comme en témoignent certains écrits dès 1827, tant l'hostilité était palpable.

### La Muette de Portici

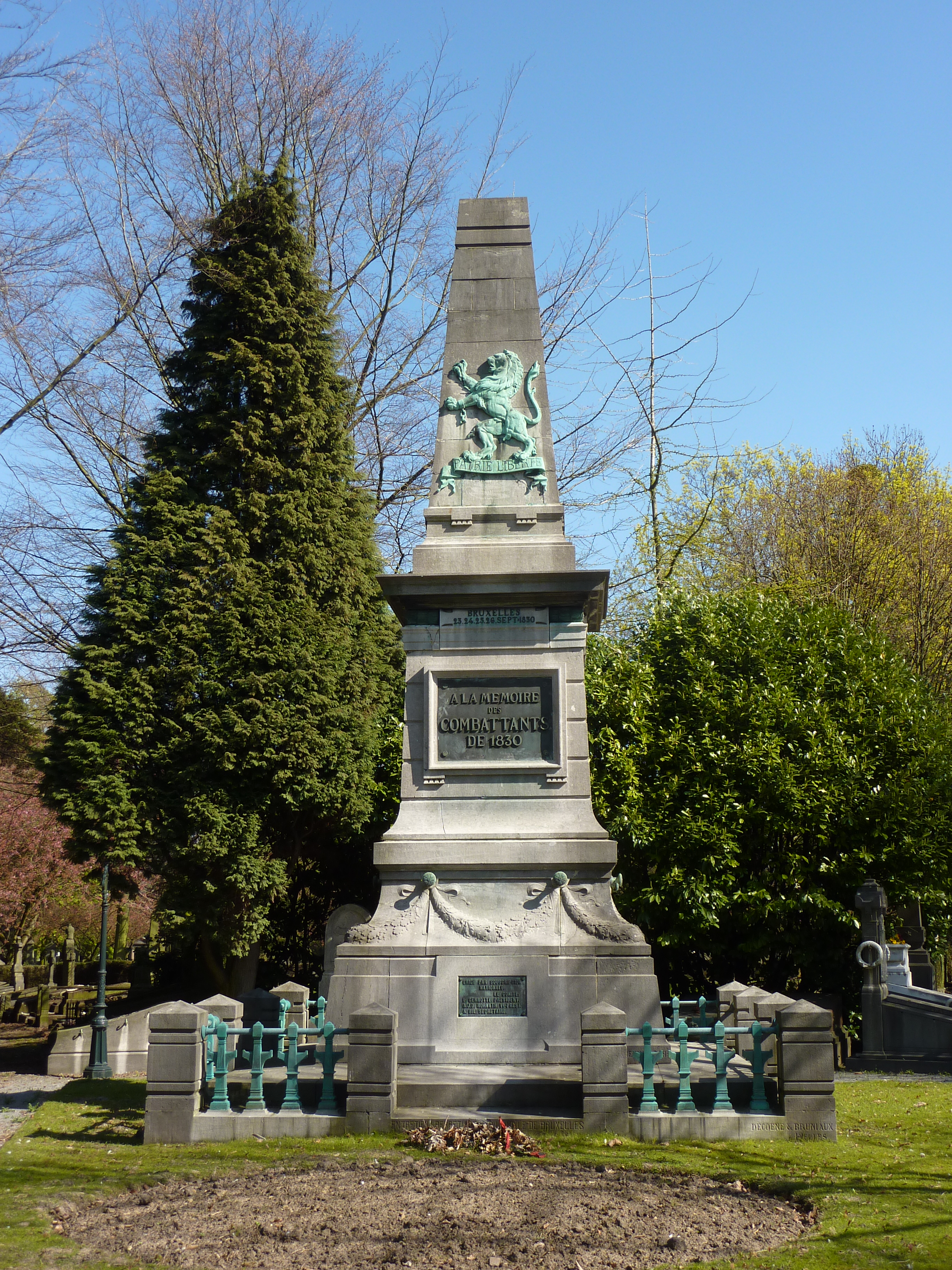
Monument aux combattants de 1830 au cimetière de Bruxelles.

Les semaines qui suivirent en France les Trois Glorieuses (27, 28 et 29 juillet 1830) furent émaillées en Belgique d'incidents mineurs (lecture publique des journaux français, agitation lors de la représentation de l'opéra d'Auber La Muette de Portici, tracts, affiches et graffitis antigouvernementaux, trouble de l'ordre public par des groupes isolés, port de rubans tricolores, rumeurs à propos de projets séditieux) . Les autorités gouvernementales prirent diverses mesures de prudence (interdiction de La Muette de Portici, renforcement des garnisons, annulation de l'exercice de la garde communale de Bruxelles, du feu d'artifice et des illuminations prévus pour l'anniversaire du roi) .
Le 25 août 1830 (jour du cinquante-neuvième anniversaire du roi), on autorisa à Bruxelles la représentation de l'opéra romantique d'Auber, La Muette de Portici au théâtre de la Monnaie . Avant la fin de la représentation, certains spectateurs sortirent et se mirent à crier « Vive la liberté ! ». À la sortie du spectacle, une foule s'était formée sur la place de la Monnaie . Bientôt, elle se dirigea vers la demeure du publiciste orangiste Georges Libri-Bagnano qui fut pillée , son propriétaire ayant pris la fuite quelques jours plus tôt. Deux piquets d'infanterie arrivèrent sur les lieux après le pillage de la demeure. Leur commandant, le commissaire de police F.P. de Wageneer, fut atteint par un meuble à la tête avant d'avoir donné l'ordre d'intervenir. Sans instructions, les piquets n'osèrent s'engager.
La foule s'en prit à d'autres bâtiments : une armurerie, un magasin de jouets (pour obtenir des tambours), la librairie polymathique, les Grandes Messageries. Le groupe de pillards s’était grossi de gens du petit peuple . Plus tard, un groupe se dirigea vers l'immeuble du directeur de la police, Pierre De Knyff de Gontrœuil, qui fut également mis à sac. Là, les tirs des services d'ordre font des victimes, dont deux morts, parmi les insurgés, ce qui mit fin à l'agitation. Un autre groupe s'était porté vers la maison du procureur du roi Henry-Joseph Schuermans, dans laquelle il ne parvint pas à pénétrer. Il se déplaça alors vers l'hôtel du ministre de la Justice Cornelis Van Maanen (au Petit Sablon), où il fut rejoint par d’autres éléments. L'immeuble fut pillé puis incendié vers deux heures du matin . Après avoir échoué à mettre fin à l'incendie, les autorités rassemblèrent les troupes disponibles sur la Grand-Place vers six heures et demie. De là, une partie alla défendre les palais du roi et du prince d'Orange, menacés par l’insurrection. Une autre regagna l'hôtel de Van Maanen, qui était déjà presque détruit. Au Grand Sablon, les tirs sur les manifestants firent une vingtaine de morts.

### Création d'une garde bourgeoise à Bruxelles
La matinée du lendemain, les troubles se poursuivirent : plusieurs hôtels d'agents gouvernementaux furent à leur tour pillés et des bandes attaquaient les boutiques. La bourgeoisie, réalisant que les autorités légales étaient dépassées et se sentant menacée, créa une garde bourgeoise, afin de rétablir l'ordre. Le 26 août au soir, c'était presque chose faite au centre de Bruxelles, mais les émeutiers se déplacèrent vers la périphérie, où ils attaquèrent des fabriques et y détruisirent des machines (considérées comme étant la cause du chômage) . La matinée du 27 fut calme, mais vers 10 heures, la foule brûla les décorations du parc . Ce jour-là, Emmanuel Van der Linden d'Hooghvorst prit la tête de la garde bourgeoise. Le capitaine de la 6e section, Ferdinand Meeûs (futur comte de Meeûs) en devint également le trésorier. Au soir, lors d'un incident à la place Royale, la garde bourgeoise tira sur les émeutiers.
La bourgeoisie, qui assurait à présent le maintien de l'ordre dans Bruxelles, désirait que le roi fît quelques concessions aux provinces du Sud afin de calmer les esprits. Le 28 août, elle envoya donc une délégation auprès du roi, avec pour mission de lui demander la convocation immédiate des États généraux afin d'aborder la question du redressement des griefs.

### Apparition du drapeau belge

Le drapeau originel de la Belgique, tel que Lucien Jottrand et Édouard Ducpétiaux le conçurent.

Lorsque les troubles éclatèrent à Bruxelles, les premières couleurs arborées par les émeutiers furent celles du drapeau français, symbole, selon l'historien Robert Demoulin « à la fois de liberté politique, de sympathie française et d'aspirations sociales ». À Verviers, les ouvriers, chantant La Marseillaise, forcent les portes de l'hôtel de ville et placent un drapeau français au faîte de l'édifice au grand dam des notables qui y voient un symbole révolutionnaire,. À Liège, des placards sont affichés partout en ville demandant le rattachement de la Belgique à la France et des cocardes seraient prêtes à être distribuées. Comme à Liège, des drapeaux français sont arborés à Namur. Selon Surlet de Chokier, l'état d'esprit est le même dans toute la province de Liège, de Luxembourg, de Namur et du Hainaut,. Selon Jacques Logie, « l'adoption des couleurs françaises par les ouvriers et les sans-travail ne reflétait [...] pas des sentiments francophiles, mais représentait une aspiration vers la liberté et un certain progressisme, dont les trois couleurs n'étaient que le symbole. » Édouard Ducpétiaux raconte :
« En 1830, dès le premier jour des troubles et lorsque les troupes néerlandaises étaient refoulées vers le haut de la ville, on arbora, à Bruxelles, sur plusieurs points, le drapeau tricolore français. Mais cette manifestation, due aux agents français qui essayaient alors d'entraîner la population, fut répudiée par un cri unanime de réprobation. »

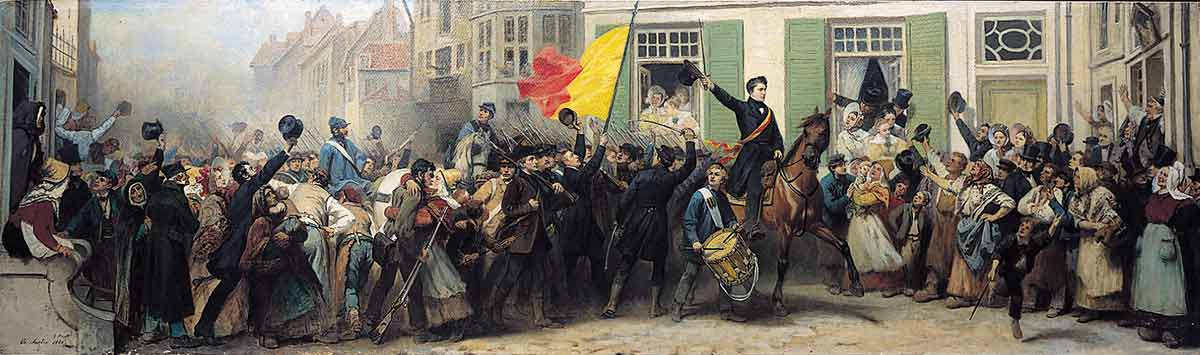
Les volontaires liégeois arrivant à Bruxelles avec leur drapeau jaune et rouge.

Ducpétiaux et Lucien Jottrand remplacent partout les drapeaux français, l'étendard orange de la famille royale hollandaise reste encore l'emblème officiel, leur mot d'ordre n'étant pas encore l'indépendance, mais la "séparation administrative" de la Belgique et des Pays-Bas tout en maintenant l'union dynastique,. Ailleurs le drapeau français est aussi remplacé par les couleurs locales. À Verviers, c'est l'étendard franchimontois vert et blanc qui flotte au vent et dans toute l'ancienne principauté de Liège, de Dinant à Ciney en passant par Thuin, le drapeau jaune et rouge de l'ancien état ecclésiastique est arboré. À Mons et Tournai, ce sont respectivement les drapeaux blanc et rouge et rouge avec une tour blanche qui sont arborés pour empêcher les rattachistes d'y placer un drapeau français. À Bruxelles et dans d'autres villes, on exhibe les couleurs brabançonnes noir-jaune-rouge, partout on chante La Marseillaise jusqu'à la création de La Brabançonne.
Dans cette atmosphère révolutionnaire et face aux pillages qui s'intensifient, des notables inquiets créent une milice bourgeoise. La Garde bourgeoise arborant un drapeau et des cocardes aux couleurs brabançonnes, guidée par un souci de différenciation par rapport au gouvernement et par un sentiment national , popularisera les couleurs noir-jaune-rouge, déjà arborées en 1789 (rouge, noir et jaune). Emmanuel d'Hooghvorst déclarera au prince d'Orange le 31 août que la garde avait adopté les couleurs brabançonnes pour contrer l'apparition çà et là des couleurs françaises et pour éloigner toute idée de rattachement à la France . Ce drapeau avait été conçu le 26 août par l'avocat Lucien Jottrand, rédacteur du Courrier des Pays-Bas, et le journaliste Édouard Ducpétiaux. Une commerçante, Marie Abts, en confectionna quelques exemplaires, comme le rappelle une plaque commémorative au coin des rues de la Colline et du Marché aux herbes. Le premier fut placé par Jottrand et Ducpétiaux à l'hôtel de ville de Bruxelles, alors que les suivants furent promenés dans les rues par Theodore Van Hulst, un employé du ministère de la Guerre.
Pour se distinguer clairement du drapeau du royaume uni des Pays-Bas, les bandes furent placées verticalement sur les exemplaires suivants, avec le rouge du côté de la hampe. En effet, les couleurs des lignes horizontales du drapeau belge et du drapeau officiel du royaume pouvaient se confondre. C'est donc pour des raisons militaires qu'on modifia l'orientation du drapeau belge. Plus tard, le 23 janvier 1831, il fut décidé de reconnaître officiellement ce drapeau comme celui de la Belgique indépendante dans la Constitution. L'article 125 (aujourd'hui article 193) apparut le 7 février. Dès le 12 février le drapeau fut inversé : la bande noire fut placée à la hampe.

### Dans le pays

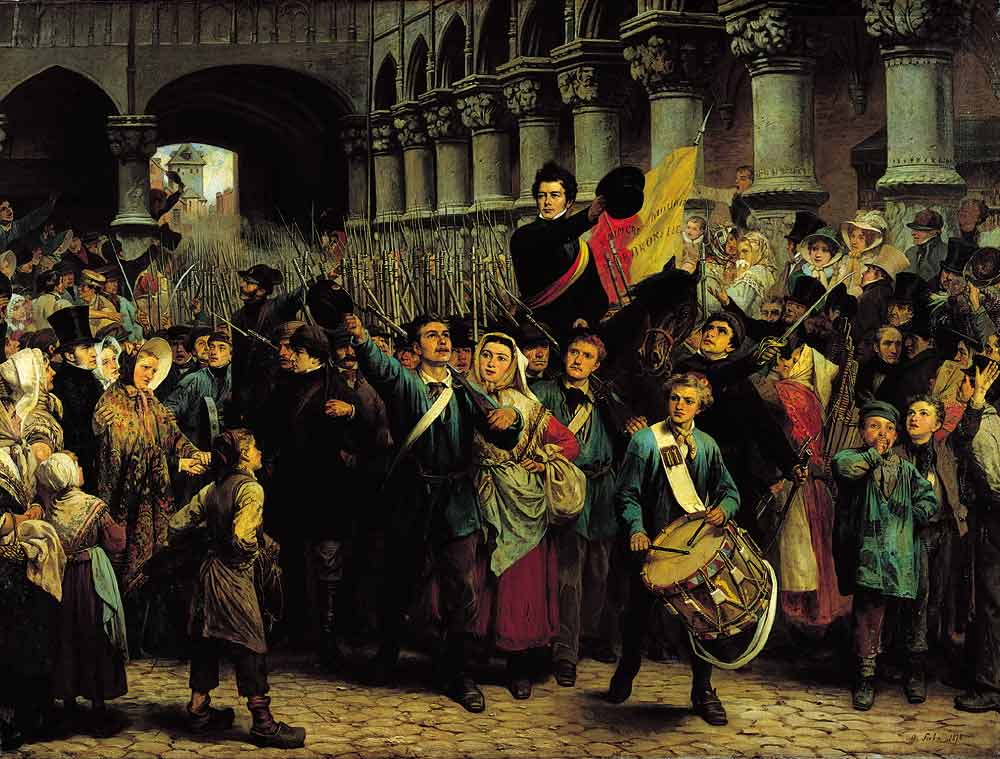
Charles Rogier quitte Liège à la tête des volontaires liégeois. Tableau de Charles Soubre (1878).

Apprenant les événements de Bruxelles, le peuple gronda un peu partout dans le pays, dans les villes comme dans les campagnes. Souvent, une garde bourgeoise (à Liège, Verviers, Namur, Dinant, Mons, Tournai, Charleroi, Bruges, Courtrai, Gand, Grammont, Anvers, Geel, Tongres, Hasselt, Saint-Trond, Louvain) ou une commission de sûreté (à Liège, Verviers, Huy et Namur) fut créée, parfois avant même que n'éclatent les troubles. Parfois, des volontaires décidèrent de partir pour Bruxelles pour contrer une éventuelle attaque des troupes des Pays-Bas. Les Liégeois s'organisèrent ainsi et c'est derrière le drapeau rouge et jaune de la principauté de Liège, brandi par Charles Rogier que, le 4 septembre 1830, les volontaires quittèrent Liège pour Bruxelles.

### Les princes à Bruxelles
Le 30 août, les princes Guillaume et Frédéric (ce dernier était le commandant en chef de l'armée) arrivèrent à Anvers, puis ils gagnèrent Vilvorde, avec une troupe de 6 000 hommes.
Le 31 août, Guillaume Ier reçut, contre l'avis de son ministre de la Justice, les délégations liégeoises et bruxelloises. Les Bruxellois exposèrent les griefs des provinces du Sud et le roi ne céda sur rien, renvoyant toute décision à la session extraordinaire des États généraux, qu'il avait convoqués pour le 13 septembre. La délégation bruxelloise dut faire face à une foule hostile dans les rues de La Haye .
Le même jour, le prince d'Orange convoqua à Vilvorde les personnalités présentes à Bruxelles, ainsi qu'Emmanuel Van der Linden d'Hooghvorst, qui se fit accompagner de cinq membres du conseil de la garde bourgeoise. Le prince fit savoir qu'il exigeait l'abandon immédiat des couleurs brabançonnes et qu'il entrerait le lendemain dans Bruxelles avec son armée . En apprenant la nouvelle, le peuple de Bruxelles commença à dresser des barricades dans les rues. Le soir, la garde bourgeoise envoya une nouvelle délégation auprès des princes, pour les convaincre de renoncer à leur projet. Guillaume d'Orange décida finalement de rentrer dans Bruxelles sans ses troupes, accompagné uniquement de son état-major, sous la protection de la garde bourgeoise . Le lendemain, le prince constata l'hostilité du peuple de Bruxelles à la dynastie et se laissa convaincre par la garde bourgeoise de plaider auprès de son père la cause de la séparation administrative des provinces du Nord et du Sud. Il retourna donc aux Pays-Bas. Guillaume Ier ne réagit pas pendant plusieurs semaines.

## Évolution de la situation début septembre
Début septembre, la presse belge (Le Politique, Le Courrier de la Meuse, Le Courrier des Pays-Bas), qui traduisait l'opinion des meneurs de la révolution, ne réclamait pas l'indépendance de la Belgique, mais uniquement la séparation entre la Belgique et la « Hollande ».
Tandis que les membres belges des États généraux se rendirent le 13 septembre 1830 à La Haye, les incidents de Bruxelles reprirent un caractère violent, surtout après l'arrivée de renforts armés venus de Liège. Spontanément apparurent des corps francs, dirigés par des chefs élus ou autoproclamés.

## Les Journées de septembre

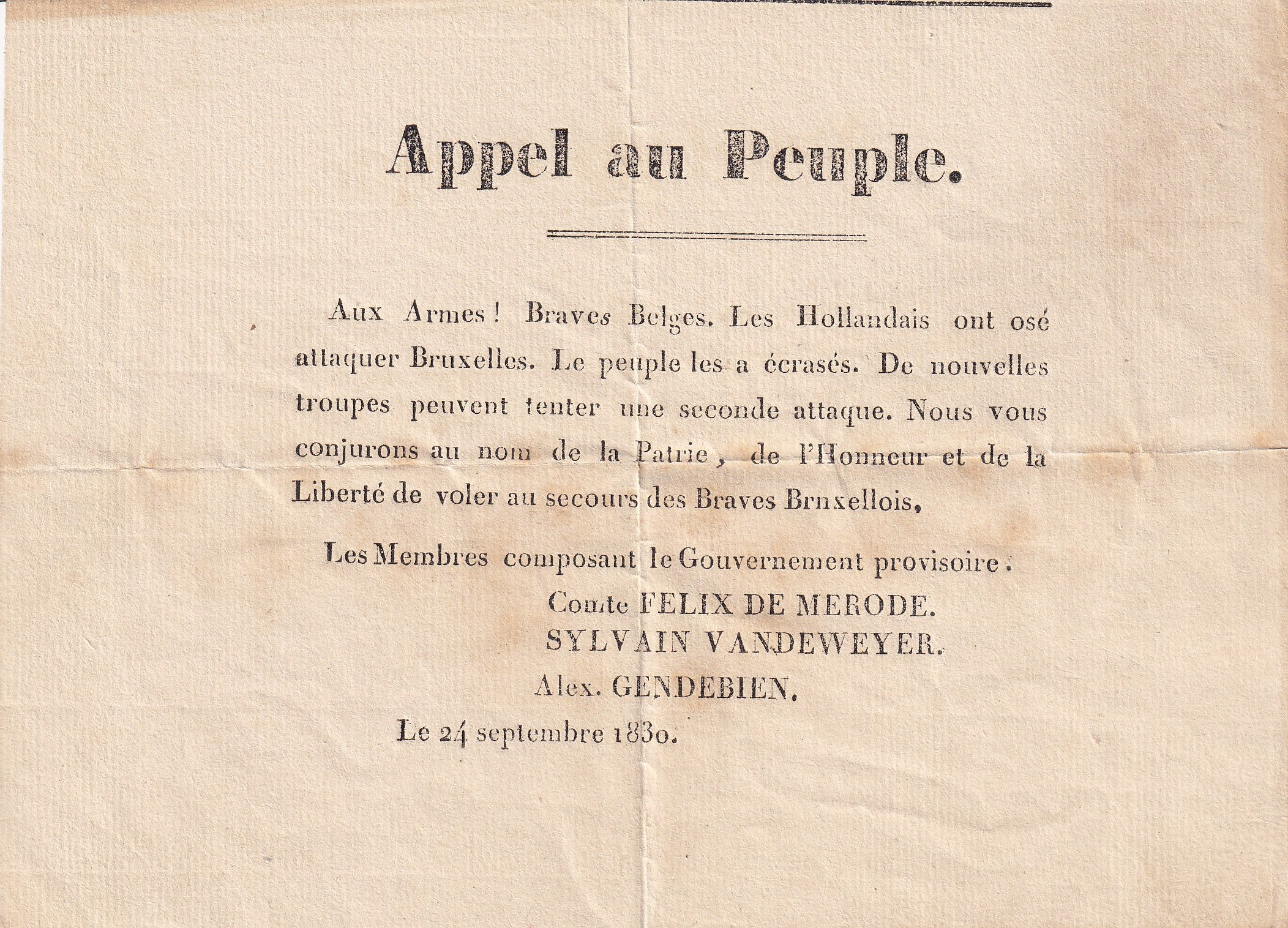
Appel au Peuple - tract du 24 septembre 1830.

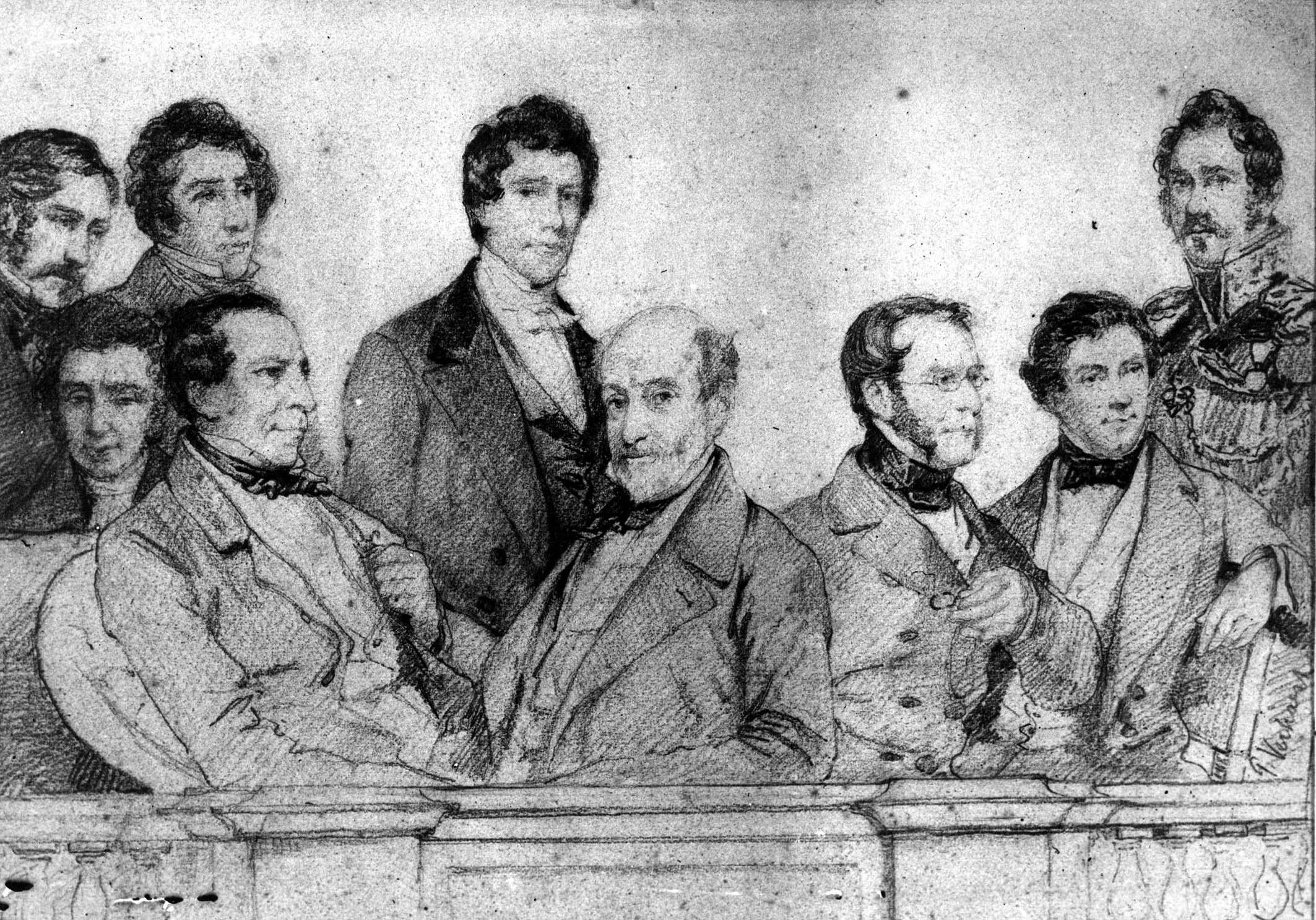
Les membres du Gouvernement provisoire de la Belgique en septembre 1830 (reconstitution), dessin de Piet Verhaert (1852-1908), dessiné vers 1886.

Les actions hésitantes et maladroites de Guillaume Ier et de ses fils menèrent en septembre 1830 à une rupture définitive.
Le 23 septembre, l'armée du gouvernement, forte de douze mille hommes (dont deux tiers étaient originaires des Pays-Bas du Sud, c'est-à-dire de Belgique) et commandée par le prince Frédéric, entra dans Bruxelles. La plupart des chefs de la garde bourgeoise, voulant se soustraire aux représailles du gouvernement, quittèrent Bruxelles. Mais la population entendait continuer le combat et l'armée régulière de ce qui était encore le royaume uni des Pays-Bas se heurta à une vive résistance des corps francs formés par le peuple de Bruxelles et par les volontaires venus de province. Aux portes de la ville et dans quelques rues étroites de la ville basse, comme la rue de Flandre, l'armée recula devant la résistance des émeutiers qui tiraient des fenêtres et des toits, les femmes faisant pleuvoir toutes sortes d'objets sur les soldats, meubles, fourneaux, pots de chambre. Dans la ville haute, dans le quartier des palais royaux, l'armée ne put aller au-delà du parc de Bruxelles sous les coups des patriotes qui y avaient érigé des barricades, la plus grande à l'entrée de la place Royale, et d'autres dans les rues perpendiculaires à la rue Royale et à la rue Ducale. Ces positions étaient complétées par l'occupation d'insurgés dans les maisons et hôtels bordant ces deux rues. On en avait creusé les murs mitoyens pour constituer un système continu de passages qui permettait aux combattants d'entourer le parc sur trois côtés. Le 24 septembre, les principaux dirigeants politiques, revenus à Bruxelles dès qu'ils avaient compris que le peuple voulait se battre, fondèrent une commission administrative qui s'installa à l'hôtel de ville. Un témoin[Qui ?] raconte que, la nuit venue, ils s'installèrent autour d'une table éclairée par une bougie. Ce noyau de pouvoir comprendra Emmanuel van der Linden d'Hooghvorst, André Jolly et le Liégeois Charles Rogier. Cherchant à mettre de l'ordre dans l'insurrection, ils nommèrent commandant en chef don Juan Van Halen, né de mère espagnole et de père d'origine belge. Ayant un passé militaire, Van Halen s'entoura de compétence, comme le général français émigré Anne-François Mellinet, qu'il nomma commandant de l'artillerie. Mais il n'y eut, au début, qu'un seul canon installé à la barricade du parc et manié par le Liégeois Charlier, dit « Jambe de bois ». Le colonel Scheltens, Bruxellois de naissance, ancien de l'armée de Napoléon entré dans l'armée des Pays-Bas, se rangea sous l'autorité de Van Halen et s'efforça de doter les insurgés d'armes convenables en s'en allant superviser le pillage de l'arsenal militaire de l'armée régulière installé dans la caserne des Carmes.
L'armée du royaume uni des Pays-Bas était dans l'impossibilité de venir à bout des barricades et après plusieurs sorties des insurgés qui tentaient d'entrer dans le parc, elle évacua toutes ses positions des portes de la ville et du parc, mettant à profit la nuit du 26 au 27 septembre. La commission administrative siégeant à l'hôtel de ville se transforma alors en gouvernement provisoire de la Belgique.
Entre-temps, les nouvelles de province annonçaient qu'un peu partout les soulèvements en faveur de la sécession triomphaient. Après Bruxelles et Liège, Anvers et Gand étaient même le théâtre de véritables combats, tandis que des volontaires accouraient des campagnes. Cependant, une partie de la bourgeoisie de Flandre resta fidèle au roi des Pays-Bas (orangiste).

### Qui étaient ces révolutionnaires belges?

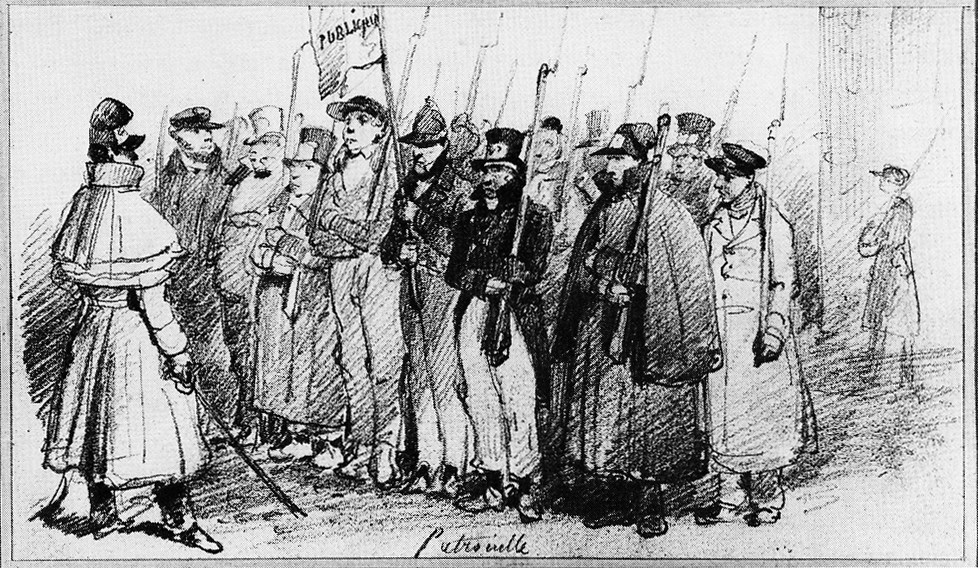
Patrouille de volontaires belges dans les rues de Bruxelles, Jean-Baptiste Madou, 1830

John W. Rooney Jr. de l’Université Marquette a réalisé une étude quantitative qui tente de dresser le profil des personnes ayant pris part aux événements de Bruxelles. Cette enquête est basée sur quatre listes distinctes des participants aux journées de septembre : une liste établie par le révolutionnaire belge Auguste de Wargny, la liste des combattants décorés de la Croix de fer, la liste des blessés soignés dans les hôpitaux Saint-Jean et Saint-Pierre et une liste établie par les autorités bruxelloises en 1862. Ces différents documents donnent des données spécifiques sur les combattants : leur âge, leur lieu de naissance, leur domicile, leur occupation, leur état civil, le nombre de leurs enfants, leurs blessures, l'hôpital où ils furent soignés et leur indemnisation.
John W. Rooney Jr. signale d'abord que l'immense majorité des combattants étaient bruxellois. En effet, on compte selon lui entre 73 et 88 % de personnes domiciliées à Bruxelles parmi les morts et les blessés et 91 et 95 % de Brabançons. Jean Stengers, qui se base sur la liste de Wargny, arrive à une conclusion proche : selon lui, les 1 200 blessés et les 450 tués de Bruxelles sont composés de 76 % de Bruxellois (ville de Bruxelles et de Saint-Josse-ten-Noode), de 12 % de combattants venus des villes et communes flamandes et de 12 % de personnes issues de Wallonie. En outre, il compte une vingtaine de combattants domiciliés hors de Belgique, notamment à Paris. En effet, des volontaires étrangers participèrent également aux opérations, ainsi la Légion belge parisienne (financée notamment par Félix et Frédéric de Mérode), qui fournit deux bataillons de quatre cents hommes.[réf. nécessaire] Par contre, si on examine le lieu de naissance des révolutionnaires donné par les recensements, le nombre de Bruxellois retombe entre 50 et 60 % . Selon Rooney, cela montre que beaucoup de révolutionnaires étaient des personnes installées de fraîche date dans la capitale . En effet, entre 1800 et 1830, la population de la capitale passa de 75 000  à   103 000 habitants. Cette croissance importante est due à la désignation en 1815 de Bruxelles comme deuxième capitale du royaume des Pays-Bas . Une des principales régions d'origine de ces migrants étaient les provinces de Flandre orientale et de Flandre occidentale, qui furent durement touchées par la crise du textile de 1826-1830.

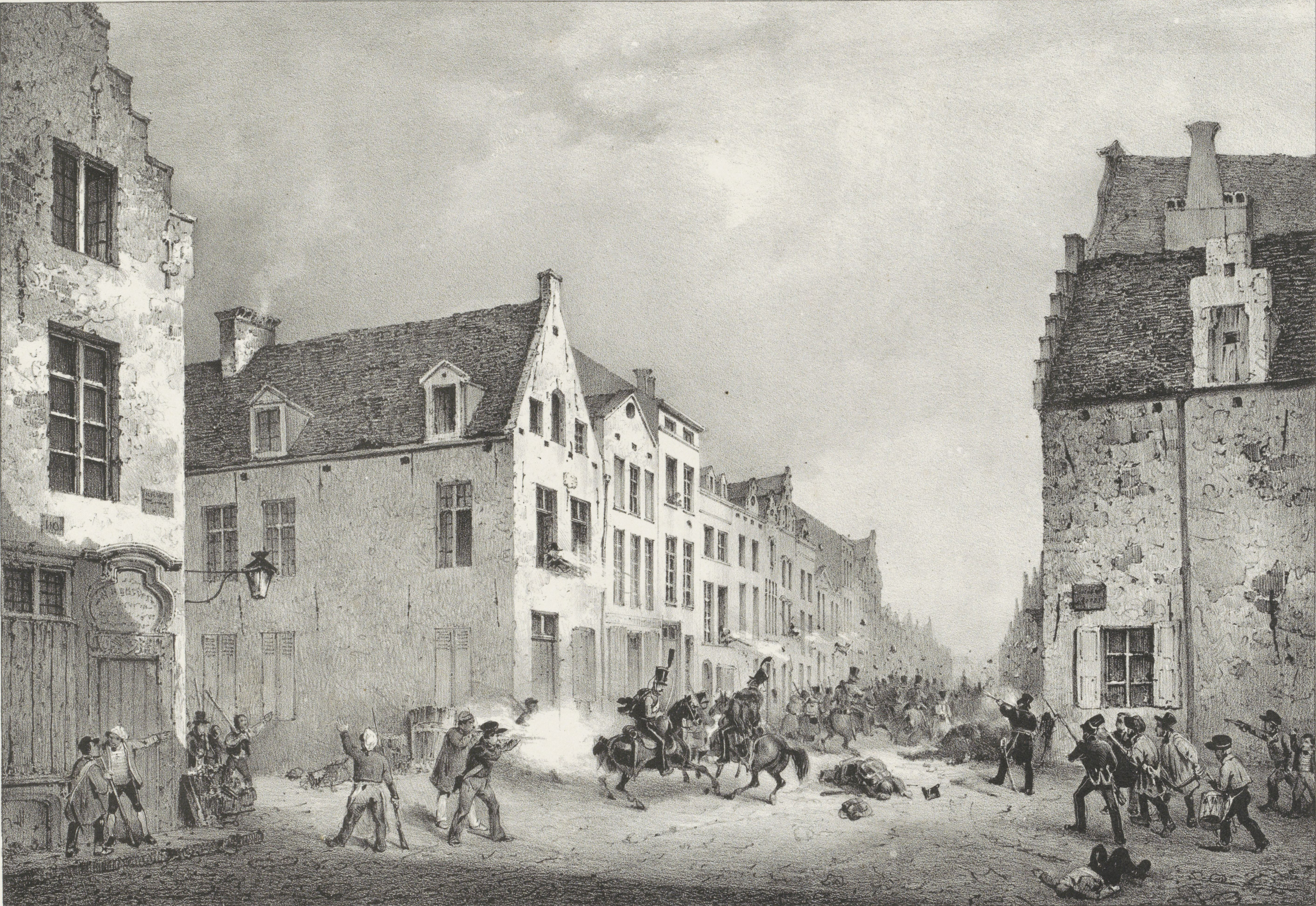
Déroute d'une division de l'armée régulière du royaume uni des Pays-Bas par la porte de Flandre.

L'étude de Rooney montre également que les révolutionnaires étaient pour la plupart des journaliers (ceux-ci étaient souvent des manœuvres, qui offraient leurs services pour un jour de salaire) ou des ouvriers du bâtiment . Parmi ces deux groupes de travailleurs manuels, la moitié n'était pas originaire de Bruxelles. 52 % d'entre eux étaient célibataires ; parmi les hommes mariés, 70 % n'avaient pas d'enfant ; 60 % parlaient flamand . Ces travailleurs étaient touchés par la crise économique et menacés par le chômage . D'après l'étude de Rooney, les bourgeois ne représentaient que 5 % des révolutionnaires.
Selon Jean Stengers, parmi les combattants domiciliés à Bruxelles, environ 60 % habitaient les quartiers populaires, dans lesquels on comptait, selon les sections, de 35 à 87 % de néerlandophones. Dans ces quartiers, les conditions de vie étaient mauvaises : l'hygiène était inconnue ; les familles bruxelloises vivaient souvent dans une seule pièce piètrement chauffée où régnait la puanteur et que l’on n’osait pas aérer par peur des vols et des agressions .
L'estimation du nombre total des participants varie très largement : selon le chef d’état-major du royaume des Pays-Bas toute la ville était entrée en rébellion ; mais le général Valazé, ambassadeur de France, n’estimait pas à plus de cinq cents le nombre des insurgés effectivement armés au cours des premiers jours. John W. Rooney Jr., en se basant sur les registres qui visaient à consigner le nom de tous les combattants morts, blessés ou décorés, estime à 1 700 le nombre de révoltés pour une ville de 103 000 habitants à l'époque, soit 1,6 % de la population bruxelloise .
Mais on doit ajouter au chiffre initial des premiers insurgés, celui des membres de la garde bourgeoise d'Emmanuel d'Hoogvorst et des militaires belges déserteurs de l'armée officielle du Royaume venus rallier le mouvement. Parmi eux, le colonel Scheltens, un ancien des campagnes napoléoniennes entré dans l'armée des Pays-Bas en 1814, qui raconte dans ses mémoires qu'il organisa une distribution d'armes aux insurgés lors du pillage d'une caserne.

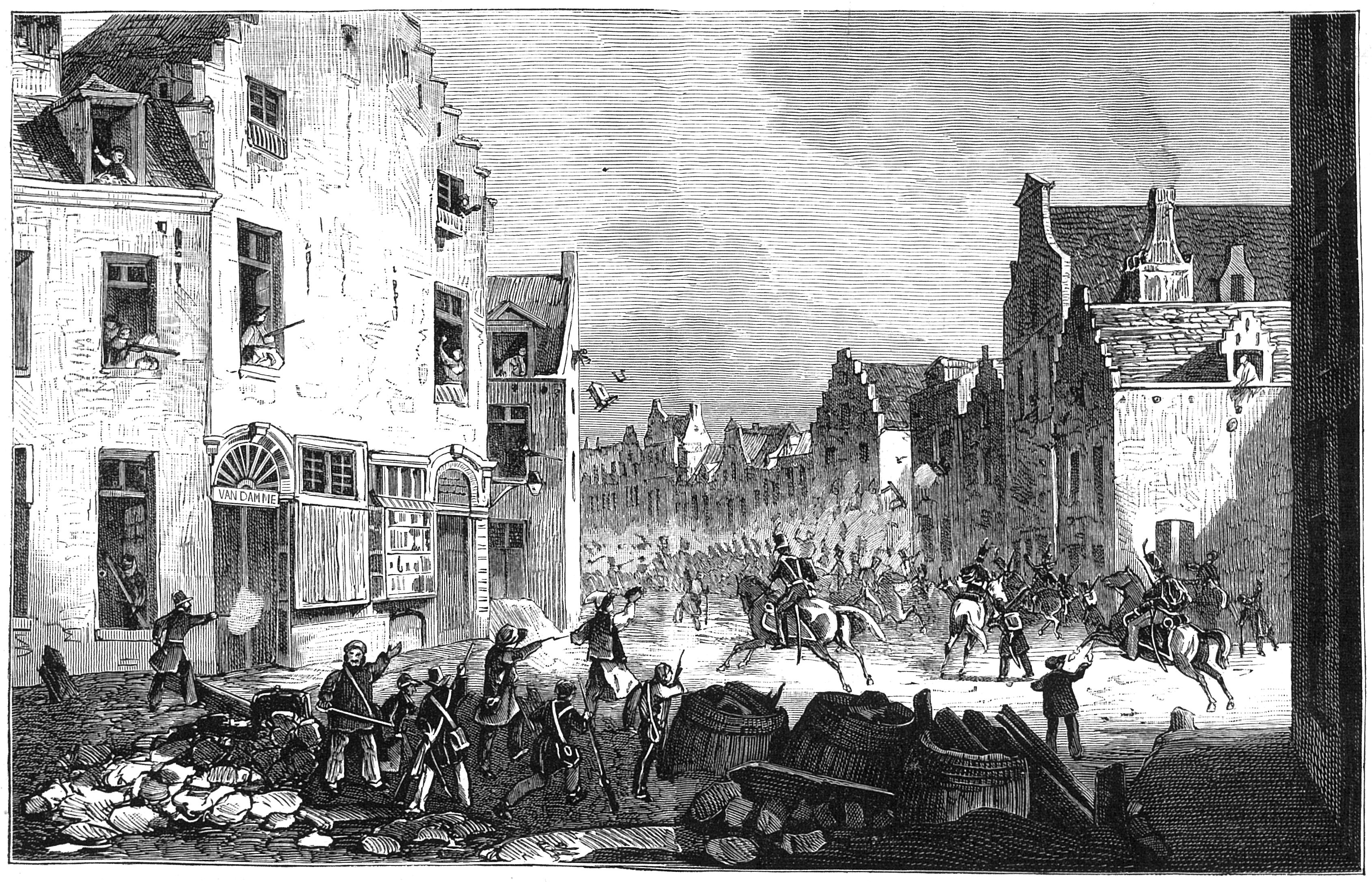
La rue de Flandre le jeudi 23 septembre 1830

Ces révoltés bruxellois n'ont exposé qu’en de rares occasions leurs motivations, mais les témoignages de quelques observateurs, notamment ceux de Valazé, ambassadeur de France, et d'Augustus Beaumont, un aventurier américain qui prit part à la révolution, permettent de se faire une idée de ces émeutiers. Augustus Beaumont décrit les révolutionnaires comme des hommes sans formation militaire, souvent affamés, partageant leur temps entre les barricades et les estaminets, ne reconnaissant aucune autorité, se battant sans autre but précis que de chasser les Hollandais, mais ne se livrant pas au pillage.
Les listes indiquent que l'âge moyen des combattants était d'environ trente ans. Le niveau le plus élevé de mortalité se trouve chez les hommes plus âgés que la moyenne, mariés et pères de famille, ce que Rooney interprète comme une plus grande combativité dans la classe d'âge des chefs de famille issus du peuple, s'agissant d'hommes incapables de subvenir au besoin de leur famille et poussés à bout par leur condition misérable . Rooney suggère qu'outre les difficultés économiques, la présence d’une armée attaquant la ville était à la source d'une réaction spontanée de résistance envers l'envahisseur.
Il faut ajouter à la recension des différentes catégories de combattants, des réfugiés et aventuriers étrangers : Juan Van Halen, personnalité belgo-espagnole qui fut nommé commandant en chef, le général français Anne François Mellinet exilé à Bruxelles qui commanda l'artillerie des insurgés dans la suite de la campagne, Chazal père et fils, bonapartistes, le fils faisant ensuite une brillante carrière dans l'armée et la politique, comme ministre de la guerre et général en chef (dans son grand âge, il commanda l'armée belge qui, en 1870, devait défendre le pays contre une attaque des belligérants français ou prussiens), Niellon, Le Hardy de Beaulieu, réfugiés qui firent souche en Belgique. La plupart de ces volontaires issus de la bourgeoisie et de la noblesse allaient recevoir la grande nationalité belge dès le début du règne de Léopold Ier.

## Octobre: la révolution prend le contrôle du territoire
Le 29 septembre, les États généraux acceptent le principe de séparation administrative, mais il est trop tard : les Journées de septembre ont définitivement détourné les Belges de Guillaume Ier. L'opinion majoritaire était qu'un roi qui avait fait couler le sang de son peuple ne pouvait plus régner . Le 4 octobre 1830, le Gouvernement provisoire proclame l'indépendance de la Belgique. Il annonce la rédaction d'un projet de constitution et la convocation prochaine d'un Congrès national.
Le 5 octobre, le prince d'Orange arriva à Anvers. Il y restera jusqu'au 25-26 octobre et négociera avec les autorités belges en vue d'accéder au trône de Belgique. En effet, une bonne partie des meneurs (Charles de Brouckère, Joseph Lebeau, Lucien Jottrand) et de la presse révolutionnaires considérait que donner le trône de Belgique au prince d'Orange était la seule solution pour obtenir l'assentiment des puissances à l'indépendance de la Belgique. Cette solution avait également l'avantage de préserver l'industrie belge du risque de fermeture des marchés hollandais et indonésien. Charles de Brouckère rencontre le prince le 8 octobre.
Grâce à leur contact constant avec la population locale, les soldats gouvernementaux, généralement stationnés dans les régions dont ils étaient originaires, se montrèrent très sensibles aux idées révolutionnaires. Les troupes se mutinèrent, refusèrent d'obéir aux ordres et désertèrent massivement. Dans certaines garnisons, les officiers hollandais furent emprisonnés par leurs soldats. À partir du 16 octobre, la déliquescence de l'armée s'accéléra encore quand le prince Guillaume, en imitation du Gouvernement provisoire, proclama l'indépendance des provinces méridionales (en deçà du Rhin) et déclara son intention de scinder l'armée en divisions nordistes et sudistes.
Malgré leur composition et leur encadrement hétéroclite (on comptait parmi ses dirigeants l'aventurier espagnol don Juan Van Halen et des officiers français), les brigades volontaires belges réussirent à évincer presque partout les troupes régulières du roi des Pays-Bas. Ainsi, celles-ci furent refoulées sur la Nèthe (bataille de Walem), puis sur Anvers (batailles de Berchem et de Borgerhout).
Le 26 octobre, peu après le départ du prince d'Orange, les volontaires belges entrent dans la ville d'Anvers. Le général Chassé, commandant des troupes gouvernementales ordonne à ses troupes de se replier dans la forteresse pour éviter les combats de rues et conclut un cessez-le-feu avec le commandement belge.
Fin octobre, tout le territoire était libéré des troupes du Nord, même les actuels Limbourg néerlandais et grand-duché de Luxembourg, puisqu'il n'existait alors qu'une seule province de Limbourg et, avec un statut compliqué, un grand-duché de Luxembourg créé en 1815 par le Congrès de Vienne (ces deux territoires allaient finalement être partagés entre la Belgique et le roi grand-duc Guillaume Ier en 1839). Seules les citadelles d'Anvers, de Maastricht et de Luxembourg (cette dernière étant aux mains d'une garnison prussienne, conformément au statut donné au grand-duché de Luxembourg en 1815) restaient aux mains du gouvernement de Guillaume Ier.
À Anvers, les volontaires belges, peu disciplinés, ne respectèrent pas le cessez-le-feu et continuèrent à tirer sur les « Hollandais ». En représailles, le duc de Saxe-Weimar ordonna à Chassé de bombarder la ville depuis la citadelle et les navires ancrés dans l'Escaut. Le bombardement du 27 octobre dura six heures et fit quatre-vingt-cinq morts et beaucoup de dégâts. Cet événement eut un grand retentissement dans le pays et compromit définitivement la maison d'Orange.

## Cessez-le-feu et Congrès national en novembre
À partir de novembre, les positions militaires se consolident et on tente de parvenir à un cessez-le-feu. Le 3 novembre se tiennent déjà des élections pour le Congrès national. Celui-ci siège pour la première fois le 10 novembre et confirme huit jours plus tard la déclaration d'indépendance « à l'exception des relations du Luxembourg avec la Confédération germanique ». L'indépendance nationale est votée à l'unanimité . Le 22 novembre, le Congrès opte pour la monarchie comme forme de gouvernement et discute de l'opportunité de choisir ou non un Nassau comme souverain. Les députés décident ensuite de l'exclusion des membres de la maison d'Orange-Nassau au trône de Belgique. Cette décision est la conséquence du bombardement du 27 octobre 1830 de la ville d'Anvers par les troupes hollandaises.

## Réactions internationales et contre-offensive du royaume des Pays-Bas

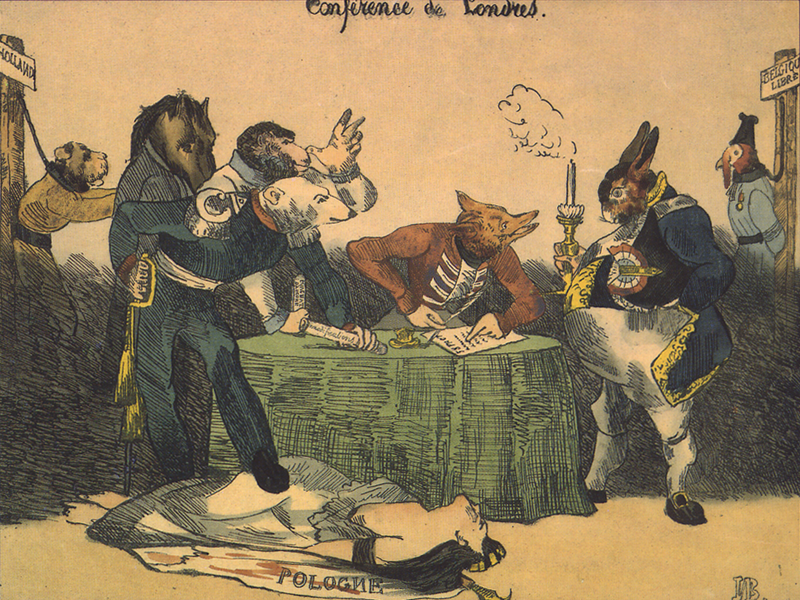
Caricature d'Honoré Daumier parue en 1832, représentant la conférence de Londres.

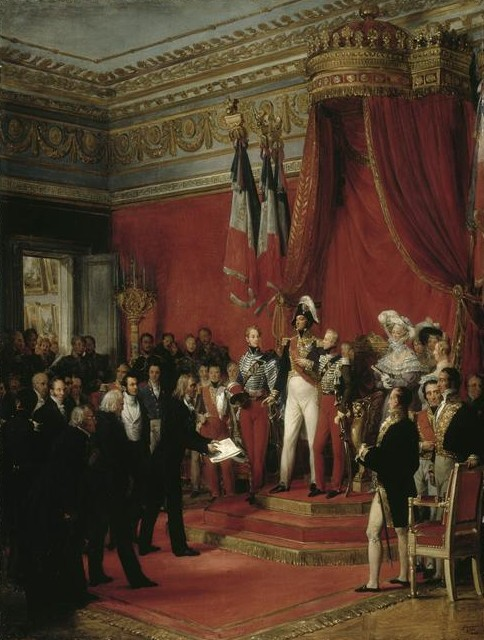
Le roi Louis-Philippe refuse la couronne offerte par le Congrès national belge au duc de Nemours le 17 février 1831, toile de Nicolas Gosse, 1836.

Lorsque Louis de Potter et ses collègues déclarent l'indépendance de la Belgique depuis le balcon de l'hôtel de ville le 28 septembre 1830, Guillaume Ier des Pays-Bas fait appel aux puissances coalisées pour maintenir ses prérogatives sur les territoires rebelles. Les grandes puissances conservatrices (Prusse, Autriche, Russie) sont favorables au maintien, par la force s’il le faut, de la Belgique à l’intérieur du royaume des Pays-Bas. Seule la Russie offre une aide militaire aux Pays-Bas, mais à partir du 29 novembre 1830 une insurrection éclate en Pologne et elle ne peut envoyer de troupes à Guillaume Ier. Par ailleurs, le Royaume-Uni craignait que la France annexe la Belgique.
On sait par les mémoires d'Alexandre Gendebien, membre du gouvernement provisoire, ami de la France mais adversaire du démantèlement de la Belgique, que Talleyrand avait proposé, sur demande du ministre des affaires étrangères du gouvernement français M. Sebastiani, de donner à l'Angleterre la Flandre jusqu'à l'Escaut, Anvers inclus, abandonnant à la Prusse Liège et le Limbourg, la France annexant tout le reste, c'est-à-dire les quatre cinquièmes de la Wallonie plus Bruxelles, la frontière franco-hollandaise se situant sur le Demer, au nord de Bruxelles.
Cette proposition, faite contre l'avis de Talleyrand (cf. ses mémoires), ne retint pas l'attention de la Grande-Bretagne. Gendebien, absolument opposé à la disparition de la Belgique, refusa en évoquant la menace d'une insurrection générale qui aurait pu se communiquer à d'autres peuples dans une Europe en proie à divers mouvements populaires, comme en Pologne, qui s'était soulevée contre l'annexion à la Russie en cette même année 1830, et en France où l'agitation ouvrière née des journées de juillet ne s'était pas encore apaisée. Déjà, depuis Bruxelles, le ministre libéral anglais Ponsonby venu en délégation, avait fait savoir à Londres quel problème l'Europe risquait de se mettre sur les bras si l'on se laissait séduire par des plans impérialistes ressuscitant les vieilles ambitions des monarchies d'ancien régime.
Dès lors, les choses ne traînent pas : le 20 janvier 1831, les grandes puissances réunies à Londres, constatant la victoire belge, se résolvent à entériner la volonté d'indépendance des révolutionnaires. Le protocole de la conférence de Londres jette la base d'une séparation de la Belgique et des Pays-Bas, en laissant à ces derniers une partie du Limbourg et à Guillaume Ier, roi grand-duc, le grand-duché de Luxembourg tout entier. Le Congrès national rejette ce protocole.
Lorsque le Congrès national belge choisit, le 3 février 1831, par une faible majorité le duc de Nemours Louis d'Orléans, un des fils du roi des Français, pour devenir roi des Belges, son père Louis-Philippe refuse l'offre, craignant de déclencher une guerre européenne dans laquelle la France serait isolée. Le refus français avait également des motivations économiques : le député Laurent Cunin-Gridaine avait prononcé devant la Chambre le 28 janvier 1831 un discours dans lequel il dénonçait le danger que ferait courir à l'industrie française l'absence de barrière douanière entre la Belgique et la France, la Belgique ayant abordé en force la première révolution industrielle, notamment avec les investissements de l'Anglais John Cockerill dans l'industrie du fer.
À la suite du refus de Louis-Philippe de permettre à son fils de monter sur le trône de Belgique, le Congrès élit un régent : Surlet de Chokier. Celui-ci forme un premier gouvernement, formé exclusivement de personnalités libérales, à l'exception de celui qu'à l'époque on appelle le chef du cabinet, c'est-à-dire celui que l'on appellera plus tard le Premier ministre. C'est le catholique Étienne de Gerlache. Ce dernier, attaqué par les libéraux, démissionne après quelques jours. Surlet de Chokier demande alors à Étienne de Sauvage de former un nouveau gouvernement. Celui-ci fait appel à Joseph Lebeau et Paul Devaux, deux personnalités qui s'étaient distinguées par leur opposition à la candidature du duc de Nemours, c'est-à-dire contre une politique extérieure exclusivement française. Ce fut Lebeau qui assura la direction effective de la politique de la jeune Belgique jusqu'au 21 juillet.
Comme il s'agit toujours de trouver un roi, Paul Devaux suggère Léopold de Saxe-Cobourg-Gotha, un prince anglo-allemand. Ce choix recueille immédiatement les faveurs de Lord Palmerston, alors secrétaire d'État au Foreign Office. Celui-ci fait savoir à Lebeau que la Belgique pourrait peut-être racheter le Luxembourg si Léopold est élu roi des Belges. Joseph Lebeau obtient alors facilement du Congrès l'élection du prince de Saxe-Cobourg-Gotha (il est élu avec 152 votes sur 196), malgré sa méconnaissance des différents parlers en usage en Belgique (français, dialectes romans, flamand et dialectes thiois) et sa religion protestante. Léopold n'accepte pas immédiatement la couronne. Il exige que la Belgique trouve d'abord un compromis au sujet du Limbourg et du Luxembourg avec les puissances réunies au sein de la conférence de Londres. Lebeau envoie alors à Londres une délégation chargée d'offrir officiellement la couronne à Léopold Ier et de négocier avec les puissances une révision du protocole de Londres. À la suite de ces négociations, ces dernières publient le 26 juin 1831 le traité des XVIII articles, plus avantageux pour la Belgique que le protocole de Londres. Léopold de Saxe-Cobourg-Gotha réclame que le Congrès national ratifie le traité. Joseph Lebeau défend longuement la ratification devant l'assemblée et l'obtient le 9 juillet. Léopold accepte alors la couronne, rejoint la Belgique et devient le premier roi des Belges sous le nom de Léopold Ier en prêtant serment le 21 juillet 1831 sur la place Royale. Un ministère rassemblant catholiques et libéraux, présidé par Félix de Mûelenaere, est constitué.
Rassuré sur la pérennité de l'indépendance de la Belgique, notamment grâce à l'élection de Léopold de Saxe-Cobourg-Gotha au trône de Belgique, le gouvernement britannique de Lord Palmerston entérine définitivement le maintien de la Belgique comme État indépendant et perpétuellement neutre. Les autres grandes puissances se rallient progressivement à cette position.
Guillaume Ier n'accepte pas cette situation. Le 2 août 1831, l'armée néerlandaise marche sur Bruxelles, ne rencontrant qu'une résistance décousue de la part d'une jeune armée belge en pleine formation. Il ne s'agit plus de guérilla des campagnes et de combats de rues. Les Belges ont en face d'eux une armée régulière avec des généraux expérimentés issus des armées de Napoléon qui font manœuvrer leurs troupes en rangs serrés sous une forte couverture d'artillerie. Il en résulte la campagne des Dix-Jours au terme de laquelle les Hollandais menacent Bruxelles. Mais un corps de volontaires du Limbourg, commandé par de Brouckère, un bourgeois limbourgeois des environs immédiats de Maastricht, menace leurs arrières en attaquant leurs communications et leurs approvisionnements, tandis qu'une armée française, baptisée Armée du Nord, sous le commandement du maréchal français Étienne Maurice Gérard, franchit la frontière le 10 août et marche sur eux. L'état-major hollandais retire alors ses troupes qui se trouvaient déjà devant Louvain. Retranchés dans la forteresse d'Anvers, les Hollandais négocient un cessez-le-feu avec le gouvernement provisoire. Mais des échanges de coups de feu ont lieu entre les volontaires belges et les soldats hollandais. Pour répondre à ce qu'il dénonce comme des provocations, le général Chassé fait bombarder la ville, ce qui entraîne des centaines de morts civiles et achève de soulever la population contre les Pays-Bas.

### Retrait définitif des Pays-Bas et traité de paix
Les Hollandais s'obstinent à tenir la forteresse d'Anvers et, en conséquence, le roi Léopold Ier, recourant à la garantie des puissances, demande une deuxième intervention française. Un nouveau siège d'Anvers commence le 30 novembre. Mais le souvenir de la révolution brabançonne de 1789 est toujours vivace parmi les hommes politiques belges, surtout catholiques, qui se souviennent des libéraux bruxellois qui, à l'époque, avaient disputé le pouvoir au parti dit « de l'ordre » au profit d'une transformation profonde des institutions. Chez les Français, la réaction est la même s'agissant du souvenir des débordements populaires de la révolution française. Aussi, les volontaires belges, qui composent une partie de la nouvelle armée nationale, se voient-ils interdire de participer au siège de peur que leur participation fortifie l'esprit révolutionnaire. La conséquence inattendue et bénéfique de cet interdit est que les volontaires s'en vont grossir les rangs de la nouvelle armée belge, ce qui contribue à la défense victorieuse des digues de Doel contre les Hollandais qui menacent de les détruire dans le but d'inonder la campagne autour d'Anvers.
Finalement, l'armée hollandaise de forteresse se rend le 23 décembre. Prisonniers, les Hollandais seront libérés en 1833, mais il faut encore attendre 1839 pour que les Pays-Bas reconnaissent l'indépendance de la Belgique, par le traité des XXIV articles. À ce moment, la Belgique fut obligée de laisser au roi grand-duc Guillaume Ier une moitié de la province de Limbourg ainsi que la moitié orientale du grand-duché de Luxembourg. Il fallut aussi accepter la fermeture de l'Escaut modérée par un péage qui perdura jusqu'à ce que le ministre Charles Rogier, un des chefs révolutionnaires de 1830 devenu premier ministre, conclue un accord de rachat forfaitaire du droit de péage, en 1863.

## Conséquences de la scission

### Conséquences économiques
La scission fut une catastrophe économique pour l'industrie textile gantoise. En 1832, elle ne traitait plus que deux millions de kilos de coton, contre 7,5 millions de kilos en 1829. Beaucoup de travailleurs se retrouvèrent au chômage et les autres ne gagnaient plus que 30 % de leur salaire de 1829.
Dans la ville portuaire d'Anvers, le trafic maritime diminua extrêmement. En 1829, le trafic s'élevait à 1 028 navires et 129 000 tonnes. Cette année-là, on déchargea à Anvers deux fois plus de biens qu'à Rotterdam et à Amsterdam réunis. En 1831, le nombre de navires tomba à 398 et le commerce avec les colonies fut réduit à néant.
Ceci nourrit un sentiment orangiste dans les classes aisées, particulièrement parmi le patronat textile gantois. Malgré leur puissance financière, cette tendance resta cependant minoritaire, face à la volonté d'indépendance qui animait l'immense majorité des Belges.
Et ce fut le début d'une ascension économique qui allait dépasser les espoirs des révolutionnaires. À la fin du XIXe siècle, la Belgique fait partie des pays les plus prospères d'Europe.

### Conséquences culturelles
Sous le gouvernement de Guillaume Ier, le nombre d'enfants scolarisés dans le primaire passa de cent cinquante mille à trois cent mille grâce à la création de mille cinq cents nouvelles écoles. Cet enseignement était dispensé en néerlandais dans toute la Flandre et à Bruxelles. Après la révolution, très peu d'écoles publiques furent créées, à cause des moyens financiers limités dont disposait le gouvernement, vu les importantes dépenses militaires. En revanche, grâce à la liberté d'enseignement garantie par la constitution, on créa de nombreuses écoles catholiques. Les jésuites fondèrent notamment de nombreux collèges.
D'autre part, l'État belge mena une politique de francisation, notamment à Bruxelles. Toute la fonction publique devint francophone, y compris en Flandre et à Bruxelles. Cet impérialisme linguistique donnera plus tard naissance au mouvement flamand.

### Répression
Peu après la révolution, certaines protestations s'élevèrent contre le nouveau régime, notamment à Gand, où l'industrie textile était durement touchée par la nouvelle situation politique. Gita Deneckere décrit dans son ouvrage De plundering van de orangistische adel des « actions collectives antiorangistes à Bruxelles, Anvers, Gand et Liège dont [elle] a trouvé des traces dans les archives policières, juridiques, et politiques. Il s'agit de trente-deux actions au total dans les années 1831-1834, qui étaient de morphologie, de durée, d'étendue, d'intensité, de violence et de destructivité variable. » L'incident le plus représentatif est le pillage qui eut lieu à Bruxelles en 1834.

## Interprétations
La révolution belge, et en particulier des journées de septembre, ont donné lieu à de nombreuses interprétations.

### Une révolution nationaliste
La première en donne une lecture nationaliste, qui voit dans ces émeutes un soulèvement national où un peuple tout entier, guidé par une conscience commune, se porte au secours d’une capitale révoltée. Cette interprétation fut longtemps la seule portée par les historiographes de la Belgique. Par exemple, Henri Pirenne y voit une insurrection d’envergure nationale. Il identifie une mentalité irrédentiste spécifiquement belge, née des dominations étrangères exercées sur la Belgique.
Jean Stengers y voit aussi clairement une révolution nationale : « [La révolution de 1830] est, essentiellement, une révolution nationale. Elle dresse les Belges contre les Hollandais, dont on secoue le « joug » – l'expression « joug hollandais » traverse toute la révolution. L'indépendance de la Belgique est apparue très vite comme l'idéal à atteindre, et que l'on a réalisé. Le patriotisme, en 1830, est partout présent, et il est ardent. » Jean Stengers trouve des signes de ce caractère national dans les textes et les paroles de l'époque, dans l'importance des dons patriotiques, les chants, les poèmes. Il note que chez les acteurs de l'époque, la patrie passe avant tout (notamment avant la religion). Pour Jean Stengers, cette description « claire » de la révolution (nationale, mais aussi libérale, affirmant le droit à la nationalité belge, traversant toutes les provinces du pays et essentiellement menée par les gens du peuple) sera attaquée en trois temps :
1. Par les partisans du mouvement wallon, qui vont exagérer le rôle des Wallons et complémentairement par le mouvement flamand, qui va à l'inverse minimiser le rôle des Flamands.
2. Par des historiens marxistes qui attribueront à la révolution une cause exclusivement économique et sociale.
3. Par tous ceux qui projetteront dans le passé leurs doutes sur la solidité de la Belgique.

Jacques Logie défend également la thèse « nationale » : « Le succès du mouvement révolutionnaire ne peut être attribué qu'à l'élan nationaliste qui, dans toute la Belgique, souleva l'enthousiasme populaire, déborda la bourgeoisie loyaliste et entraîna les attentistes. On en remarquera quelques manifestations caractéristiques : les émeutes populaires spontanées, dirigées contre la présence des garnisons gouvernementales, les dons patriotiques offerts un peu partout dans le pays au Gouvernement provisoire, et les mutineries des garnisons belges combinées avec le refus des officiers originaires de nos provinces de tirer l'épée contre leurs compatriotes ».
Rooney critique cependant l'interprétation nationaliste en insistant sur le rôle minime joué par les non-Bruxellois dans les événements de Bruxelles. Dans son étude sur les combattants des Journées de septembre, il insiste sur les facteurs socio-économiques qui ont mené à la révolte.
Fred Stevens et Axel Tixhon tempèrent l'interprétation nationaliste des événements en insistant sur le fait que dans un premier temps les révolutionnaires ne cherchaient pas à créer un État indépendant et que ce n'est qu'à la suite de l'intransigeance de Guillaume Ier et surtout au bombardement d'Anvers que cette idée s'est imposée. Ils rappellent également que le réalisme économique de nombreux patriotes belges les conduisait à épouser des thèses réunionistes ou orangistes.

### Une révolution wallonne

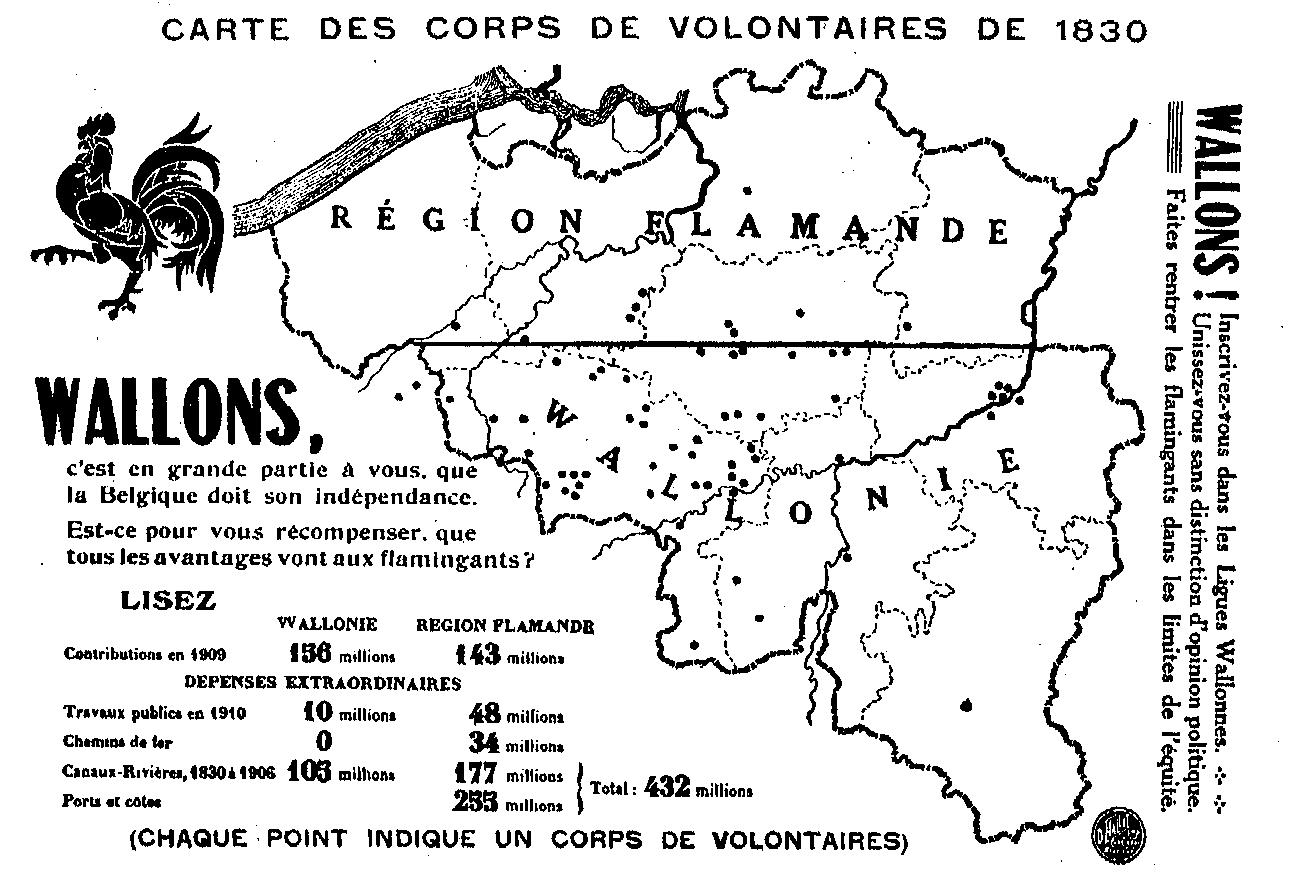
Affichette de 1912 des Ligues wallonnes dénonçant le déséquilibre entre le pourcentage de volontaires wallons en 1830 et les dépenses publiques consenties pour la Flandre.

Au début du XXe siècle, les partisans du mouvement wallon vont faire l'analogie entre le combat de 1830 contre les Hollandais et le combat wallon contre les flamingants. Ceux-ci vont alors magnifier le rôle des Wallons dans la révolution, au point que l'anniversaire des journées de septembre fut choisi en 1913 comme « fête nationale de la Wallonie ». Progressivement, un autre aspect de 1830 va être mis en avant par le mouvement wallon, le réunionisme. En 1838, Francis Dumont défend la thèse que le réunionisme était un mouvement important en 1830, qui représentait un secteur non négligeable de l'opinion wallonne dans L'Irrédentisme français de Wallonie de 1814 à 1831.
Le mouvement flamand va embrayer dans le même sens, car il était tenté de voir en 1830 la catastrophe qui mènera à la domination sans partage du français en Flandre. Arnoldus Smits exprimera cette tendance dans son ouvrage 1830. Scheuring in de Nederlanden (1951). Ce travail a été sévèrement critiqué par Jan Dhondt.
Jean Stengers rappelle à ce propos que tout le pays a participé à la révolution et que si le mouvement a parfois été moins intense en Flandre, c'est que les forces militaires gouvernementales y étaient plus nombreuses. Il souligne également que la majorité des combattants des journées de septembre étaient des Bruxellois qui parlaient le flamand et que l'orangisme, s'il était répandu à Gand et à Anvers, était le fait des classes supérieures francisées . Fred Stevens et Axel Tixhon ajoutent qu'après les combats de septembre, des dons patriotiques affluèrent de tout le pays, du Nord comme du Sud.

### Une révolution prolétarienne
En se basant sur la liste des combattants dressée par Auguste de Wargny, Maurice Bologne avança la théorie que la révolution belge était prolétarienne et qu'elle avait été confisquée par la bourgeoisie et la noblesse. C'est notamment cette théorie qu'on retrouve dans son ouvrage L'Insurrection prolétarienne de 1830 en Belgique, publié en 1929. Frans van Kalken et Robert Demoulin, entre autres, ont sévèrement critiqué cette théorie,. Cependant, Jacques Logie relève que « c'est pour protester contre les bas salaires et contre la mécanisation qui crée le chômage que les ouvriers saccagent les usines des faubourgs » et d'ajouter les revendications de « l'abandon d'un certain type de machinisme et l'annulation du petit endettement ouvrier ».
Il est donc évident qu'à l'opposition de la bourgeoisie envers la politique d'hégémonie du roi des Pays-Bas se joint, dès 1829, une hostilité populaire. Cependant, comme Rooney s'efforce de le démontrer, on ne peut parler de conscience politique : le peuple ne s'attaqua pas aux biens des bourgeois de Bruxelles et aucune affiche à caractère contestataire ne fut trouvée à Bruxelles . En outre, une fois l'indépendance devenue définitive, il ne se trouvera personne pour dénoncer la confiscation des résultats de la révolution par la bourgeoisie. Au contraire le peuple semble satisfait par le départ des Hollandais . Fred Stevens et Axel Tixhon reconnaissent également le rôle majeur joué par les masses ouvrières dans les combats, mais ils rappellent que les autres classes sociales ont joué un rôle central dans la conduite des opérations et ils insistent sur le fait qu'à l'époque le prolétariat n'avait ni conscience de classe, ni structure, ni leader, ni programme politique.

### Un complot français
La propagande néerlandaise tenta de présenter la révolution belge comme un complot français dans le but d'obtenir le soutien des autres puissances. Elle insista ainsi sur la présence de certains chefs de file belges à Paris au moment de l'insurrection et sur les discours réunionistes.
En 1873, Victor de Bavay avança la thèse que la révolution belge était le fruit d'un complot ourdi depuis Paris dans son ouvrage Histoire de la révolution belge de 1830. Il ne conteste pas pour autant l'existence de la Belgique, soulignant qu'elle s'est installée dans le concert des nations européennes malgré l'inspiration annexionniste qu'il attribue aux comploteurs parisiens. Cette thèse a été reprise par Maurits Josson dans De Belgische Omwenteling van 1830 (1930) et André Monteyne dans België : een Misverstand (1979) .
Jacques Logie juge cette argumentation peu vraisemblable, car elle repose uniquement sur le témoignage qualifié de peu objectif de certains anciens fonctionnaires du Royaume (le gouverneur Hyacinthe van der Fosse, ancien bourgmestre de Bruxelles, et le procureur du roi Henry-Joseph Schuermans) et certains faits la contredisent (l'absence de Français parmi les pillards arrêtés, une lettre d'Alexandre Gendebien dans laquelle il explique qu'il n'a pu obtenir l'intervention du gouvernement de Louis-Philippe, etc.) .
Fred Stevens et Axel Tixhon rejettent également cette thèse, en avançant l'absence d'agitateurs français pendant les premiers jours de l'insurrection, la surprise des chefs belges présents à Paris devant l'évolution de la situation en Belgique et le fait que le gouvernement français ne revendiqua jamais aucun rôle dans la révolution.

### Les accusations de «mariage forcé»
D'après Jean Stengers, on trouve fréquemment dans la presse belge ou étrangère des déclarations qui présentent la Belgique comme une « création artificielle », comme un « mariage forcé » entre les Flamands et les Wallons, imposé par l'étranger. Ces visions ne sont pas défendues par des historiens, mais elles sont présentées au grand public, par la voix d'un éventail de personnalités (principalement des hommes politiques et des journalistes), bien plus souvent que l'histoire authentique >.
Selon Jean Stengers, l'union contre leur gré des Flamands et des Wallons en 1830, ou même leur présentation comme deux peuples distincts volontairement alliés sont des mythes : en 1830, les notions de « peuple flamand » et de « peuple wallon » n'existaient pas . Fred Stevens et Axel Tixhon vont dans le même sens en affirmant qu'il n'existait alors aucune conscience flamande ou wallonne et que les habitants se définissaient avant tout comme des Belges.
La même opinion est défendue par Jacques Logie, pour qui considérer la Belgique comme une « création artificielle » revient à « bafouer la réalité historique » .

## Dans les arts et la culture

### Filmographie

#### Cinéma
- 1914 : L’Indépendance de la Belgique en 1830 d’Émile Chautard.
- 1919 : De loteling / Le Conscrit d'Armand Du Plessy.
- 1930 :
  - La Brabançonne d’Émile-Georges De Meyst.
  - Ceux de 1830 de Francis Martin.
- 1974 : De loteling / Le Conscrit de Roland Verhavert.

#### Télévision

##### Documentaire
- 2006 : Moi, Belgique, épisode De 1813 à 1848 d'Olivier Appart.

##### Série
- 2010 : De Troon - 3. België is van mij d'Erik de Bruyn.